# Aquí se baila
Aquí se baila fue un programa de televisión-reality show de baile chileno transmitido por Canal 13 y producido originalmente por la productora Secuoya. 
Fue presentado por Sergio Lagos. El jurado, durante su primera y segunda temporada, estuvo compuesto por Karen Connolly, Neilas Katinas y Francisca García-Huidobro. A partir de la tercera temporada, esta última abandonó el jurado y el argentino Aníbal Pachano se integró en su reemplazo.

## Introducción
El programa era transmitido los lunes, martes y miércoles a las 22:30 hs. Consistía en un concurso de baile, donde semana a semana famosos y famosas del mundo del espectáculo nacional e internacional luchaban por lograr ganar el certamen demostrando sus destrezas para el baile en diferentes ritmos musicales. Con posterioridad, el programa agregó un nuevo día de transmisión, pasando de lunes a jueves a las 22:30 hs.

### Evaluación del jurado
En las primeras dos jornadas, los participantes se enfrentan en duelos de ritmo libre. El jurado elegirá a la mejor pareja y la pareja perdedora irá a la jornada de eliminación. Las parejas que no logren ganar su respectivo duelo quedarán sentenciadas y se enfrentarán entre sí a la eliminación. En dicha instancia, el jurado da su puntaje después de que cada pareja presenta su respectivo baile del 1 al 10. Las parejas que no lleguen al puntaje mínimo en cada ronda quedarán sentenciados y se batirán a duelo, en el cual deben repetir la coreografía.

## Equipo
| Edición                                             | 1           | 2           | 3           |
| Año                                                 | 2022        | 2022        | 2023        |
| Presentador                                         | Presentador | Presentador | Presentador |
| --------------------------------------------------- | ----------- | ----------- | ----------- |
| Sergio Lagos                                        |             |             |             |
| Jurado                                              |             |             |             |
| Aníbal Pachano Coreógrafo, director teatral y actor |             |             |             |
| Francisca García-Huidobro Actriz y presentadora     |             |             |             |
| Neilas Katinas Bailarín y coreógrafo                |             |             |             |
| Karen Connolly Bailarina y coreógrafa               |             |             |             |

## Temporadas
| Temporada | Temporada | Episodios | Episodios | Emisión original      | Emisión original    |
| Temporada | Temporada | Episodios | Episodios | Primera emisión       | Última emisión      |
| --------- | --------- | --------- | --------- | --------------------- | ------------------- |
|           | 1         | 45        | 45        | 10 de enero de 2022   | 7 de abril de 2022  |
|           | 2         | 12        | 12        | 11 de abril de 2022   | 28 de abril de 2022 |
|           | 3         | 45        | 45        | 26 de febrero de 2023 | 25 de julio de 2023 |

## Aquí se baila(2022)
- 10 de enero de 2022 – 7 de abril de 2022.

La primera temporada de Aquí se baila fue estrenada el 10 de enero de 2022 y es conducido por Sergio Lagos. El jurado estaba compuesto por tres miembros: Francisca García-Huidobro, Neilas Katinas y Karen Connolly, esta última como presidenta del panel de jueces. La lista de participantes cerró con un total de 18 parejas. Sin embargo, la producción del programa decidió convocar a parejas adicionales después del segundo ritmo, sobre la marcha del programa. Además contó con la participación de figuras internacionales, como es el caso de Betsy Camino, Francesca Cigna, Thiago Cunha, Ángel Torrez y Vivi Rodrigues. Asimismo, el certamen contó con tres parejas conformadas por famosos, a saber: Thiago Cunha & Chantal Gayoso, Christian Ocaranza & María Isabel Sobarzo y Leticia Zamorano & Hernán Arcil. 
El lema para esta temporada es "Talento por sobre la fama".

### Participantes
| Famoso                                                                 | Bailarín/a o Famoso                                | Estado                | Ritmo               | Sent. | Tiempo  | Ref.   |
| ---------------------------------------------------------------------- | -------------------------------------------------- | --------------------- | ------------------- | ----- | ------- | ------ |
| Enrique "Kike" Faúndez Bailarín de ballet. Ganador de Fama             | Melissa Briones                                    | Campeón               | Ritmo Libre         | 1     | 86 días | [ 10 ] |
| Jazmín "Jazz" Torres Bailarina. Ganadora de Rojo, el color del talento | Felipe Basaez                                      | 2.º Lugar             | Ritmo Libre         | 2     | 86 días | [ 10 ] |
| Rodrigo Díaz Bailarín                                                  | Janisse Díaz                                       | 3.º Lugar             | Ritmo Libre         | 2     | 70 días | [ 10 ] |
| Christian Ocaranza Bailarín                                            | Francisco Chávez María Isabel Sobarzo              | 4.º Lugar             | Ritmo Libre         | 4     | 86 días | [ 10 ] |
| Betsy Camino Modelo y bailarina                                        | Bastián Retamal                                    | Pareja Semifinalista  | Ritmo Libre         | 7     | 85 días | [ 11 ] |
| Iván Cabrera Bailarín                                                  | Francisca Zepeda                                   | Pareja Semifinalista  | Ritmo Libre         | 5     | 69 días | [ 11 ] |
| Bárbara Moscoso Bailarina                                              | Matías Falcón                                      | 17.ª Pareja Eliminada | Contemporáneo       | 2     | 34 días | [ 12 ] |
| Piamaría Silva Cantante y bailarina                                    | Francisco Solar                                    | 16.ª Pareja Eliminada | Adagio              | 8     | 83 días | [ 13 ] |
| Thiago Cunha Bailarín y chico reality                                  | Chantal Gayoso Bailarina                           | 15.ª Pareja Eliminada | Ritmo Libre         | 5     | 79 días | [ 14 ] |
| Leticia Zamorano Bailarina                                             | Hernán Arcil Ganador de Rojo, el color del talento | 14.ª Pareja Eliminada | Ritmo Libre         | 5     | 36 días | [ 15 ] |
| Christell Cantante                                                     | Luciano Coppelli                                   | 13.ª Pareja Eliminada | Ritmo Libre         | 4     | 35 días | [ 16 ] |
| Francesca Cigna Modelo y vedette                                       | David Sáez                                         | 12.ª Pareja Eliminada | Ritmo Libre         | 5     | 76 días | [ 17 ] |
| Katherina Contreras Ex chica reality                                   | Diego Ignacio                                      | 11.ª Pareja Eliminada | Música de Películas | 4     | 56 días | [ 18 ] |
| María Isabel Sobarzo Bailarina                                         | Su compañero continúa                              | 6.º Abandono          | Música de Películas | 3     | 72 días | [ 19 ] |
| Felipe Ríos Actor y director de teatro                                 | Paloma Schneider                                   | 5.º Abandono          | Música de Películas | 4     | 71 días | [ 20 ] |
| Karla Melo Actriz                                                      | Marlon Fuentes                                     | 10.ª Pareja Eliminada | Reguetón            | 5     | 65 días | [ 21 ] |
| Valentina Roth Bailarina, exgimnasta y exchica reality                 | Francisco Chávez                                   | 4.º Abandono          | Reguetón            | 1     | 64 días | [ 22 ] |
| Gianella Marengo Conductora de televisión                              | Pascual Acuña Darwin Ruz (Galas 3-4)               | 9.ª Pareja Eliminada  | Cumbia              | 6     | 48 días | [ 23 ] |
| Emilio Edwards Actor y bailarín                                        | Nicole Hernández                                   | 8.ª Pareja Eliminada  | Chachachá           | 3     | 50 días | [ 24 ] |
| Matías Vega Comunicador y actor                                        | Francia Gómez                                      | 7.ª Pareja Eliminada  | Merengue            | 4     | 42 días | [ 25 ] |
| Ana María Muñoz Ex chica reality                                       | Felipe Román                                       | 6.ª Pareja Eliminada  | Cuarteto            | 1     | 3 días  | [ 26 ] |
| Ángel Torrez Bailarín, coreógrafo y empresario                         | Camila Valladares                                  | 5.ª Pareja Eliminada  | Ritmo Libre         | 3     | 28 días | [ 27 ] |
| Vivi Rodrigues Bailarina                                               | Matías Falcón                                      | 3.er Abandono         | Ritmo Libre         | 1     | 28 días | [ 28 ] |
| Yasmín Valdés Actriz                                                   | Luciano Coppelli Darwin Ruz (Galas 1-2)            | 4.ª Pareja Eliminada  | Contemporáneo       | 4     | 22 días | [ 29 ] |
| Yasmín Valdés Actriz                                                   | Luciano Coppelli Darwin Ruz (Galas 1-2)            | 3.ª Pareja Eliminada  | Reguetón            | 4     | 22 días | [ 30 ] |
| Yasmín Valdés Actriz                                                   | Luciano Coppelli Darwin Ruz (Galas 1-2)            | 1.ª Pareja Eliminada  | Música disco        | 4     | 22 días | [ 31 ] |
| María José Quiroz Actriz y comediante                                  | Rodrigo Canobra                                    | 2.º Abandono          | Ritmo Libre         | 1     | 16 días | [ 30 ] |
| Gustavo Becerra Actor y comediante                                     | Anastasia Knyazeva                                 | 2.ª Pareja Eliminada  | Salsa               | 1     | 10 días | [ 32 ] |
| Pablo Cerda Actor, director y guionista                                | Tania Donoso                                       | 1.er Abandono         | Música disco        | 1     | 3 días  | [ 31 ] |

### Tabla estadística
| Kike           | S         | S             | S                    | 23                   | S                               | 19                              | S                               | 28                              | S                               | I                               | 23                              |                                 | 29                              |                                 | 30                              | 30                              |                                 | 2                               | 45.49%                          | Campeón                         | Campeón                         | Campeón                         | Campeón                         | Campeón                         | Campeón                         | Campeón                         | Campeón                         | Campeón                         | Campeón                         | Campeón                         | Campeón                         | Campeón                         | Campeón                         | Campeón                         | Campeón                         | Campeón                         | Campeón                         | Campeón                         | Campeón                         | Campeón                         | Campeón                         | Campeón                         | Campeón                         | Campeón                         | Campeón                         | Campeón                         | Campeón                         | Campeón                         | Campeón                         | Campeón                         | Campeón                         | Campeón                         | Campeón                         | Campeón                         | Campeón                         | Campeón                         | Campeón                         | Campeón                         | Campeón               | Campeón               | Campeón               | Campeón               | Campeón               | Campeón               | Campeón               | Campeón               | Campeón               | Campeón               | Campeón               | Campeón               | Campeón               |
| Jazz           | S         | S             | S                    | A                    | S                               | S                               | 19                              | 28                              | S                               | 28                              | 24                              |                                 | 22                              | 28                              |                                 |                                 | 29                              | 1                               | 32.99%                          | 2.º Lugar                       | 2.º Lugar                       | 2.º Lugar                       | 2.º Lugar                       | 2.º Lugar                       | 2.º Lugar                       | 2.º Lugar                       | 2.º Lugar                       | 2.º Lugar                       | 2.º Lugar                       | 2.º Lugar                       | 2.º Lugar                       | 2.º Lugar                       | 2.º Lugar                       | 2.º Lugar                       | 2.º Lugar                       | 2.º Lugar                       | 2.º Lugar                       | 2.º Lugar                       | 2.º Lugar                       | 2.º Lugar                       | 2.º Lugar                       | 2.º Lugar                       | 2.º Lugar                       | 2.º Lugar                       | 2.º Lugar                       | 2.º Lugar                       | 2.º Lugar                       | 2.º Lugar                       | 2.º Lugar                       | 2.º Lugar                       | 2.º Lugar                       | 2.º Lugar                       | 2.º Lugar                       | 2.º Lugar                       | 2.º Lugar                       | 2.º Lugar                       | 2.º Lugar                       | 2.º Lugar                       | 2.º Lugar             | 2.º Lugar             | 2.º Lugar             | 2.º Lugar             | 2.º Lugar             | 2.º Lugar             | 2.º Lugar             | 2.º Lugar             | 2.º Lugar             | 2.º Lugar             | 2.º Lugar             | 2.º Lugar             | 2.º Lugar             |
| Rodrigo        | No estaba | No estaba     | S                    | 24                   | S                               | S                               | 26                              | 25                              | S                               | 26                              | I                               | 23                              |                                 |                                 | 27                              | 28                              |                                 | 2                               | 21.54%                          | 3.º Lugar                       | 3.º Lugar                       | 3.º Lugar                       | 3.º Lugar                       | 3.º Lugar                       | 3.º Lugar                       | 3.º Lugar                       | 3.º Lugar                       | 3.º Lugar                       | 3.º Lugar                       | 3.º Lugar                       | 3.º Lugar                       | 3.º Lugar                       | 3.º Lugar                       | 3.º Lugar                       | 3.º Lugar                       | 3.º Lugar                       | 3.º Lugar                       | 3.º Lugar                       | 3.º Lugar                       | 3.º Lugar                       | 3.º Lugar                       | 3.º Lugar                       | 3.º Lugar                       | 3.º Lugar                       | 3.º Lugar                       | 3.º Lugar                       | 3.º Lugar                       | 3.º Lugar                       | 3.º Lugar                       | 3.º Lugar                       | 3.º Lugar                       | 3.º Lugar                       | 3.º Lugar                       | 3.º Lugar                       | 3.º Lugar                       | 3.º Lugar                       | 3.º Lugar                       | 3.º Lugar                       | 3.º Lugar             | 3.º Lugar             | 3.º Lugar             | 3.º Lugar             | 3.º Lugar             | 3.º Lugar             | 3.º Lugar             | 3.º Lugar             | 3.º Lugar             | 3.º Lugar             | 3.º Lugar             | 3.º Lugar             | 3.º Lugar             |
| Christian      | S         | S             | S                    | 22                   | A                               | A                               | S                               | A                               | 23                              | 20                              | 26                              |                                 | 28                              | 30                              |                                 |                                 | 19                              | 3                               | 15.77%                          | 4.º Lugar                       | 4.º Lugar                       | 4.º Lugar                       | 4.º Lugar                       | 4.º Lugar                       | 4.º Lugar                       | 4.º Lugar                       | 4.º Lugar                       | 4.º Lugar                       | 4.º Lugar                       | 4.º Lugar                       | 4.º Lugar                       | 4.º Lugar                       | 4.º Lugar                       | 4.º Lugar                       | 4.º Lugar                       | 4.º Lugar                       | 4.º Lugar                       | 4.º Lugar                       | 4.º Lugar                       | 4.º Lugar                       | 4.º Lugar                       | 4.º Lugar                       | 4.º Lugar                       | 4.º Lugar                       | 4.º Lugar                       | 4.º Lugar                       | 4.º Lugar                       | 4.º Lugar                       | 4.º Lugar                       | 4.º Lugar                       | 4.º Lugar                       | 4.º Lugar                       | 4.º Lugar                       | 4.º Lugar                       | 4.º Lugar                       | 4.º Lugar                       | 4.º Lugar                       | 4.º Lugar                       | 4.º Lugar             | 4.º Lugar             | 4.º Lugar             | 4.º Lugar             | 4.º Lugar             | 4.º Lugar             | 4.º Lugar             | 4.º Lugar             | 4.º Lugar             | 4.º Lugar             | 4.º Lugar             | 4.º Lugar             | 4.º Lugar             |
| Betsy          | S         | S             | S                    | A                    | 16                              | 19                              | 23                              | 16                              | I                               | 27                              | 27                              | 21                              |                                 |                                 | 26                              | 25                              |                                 | 1                               | Semifinalistas                  | Semifinalistas                  | Semifinalistas                  | Semifinalistas                  | Semifinalistas                  | Semifinalistas                  | Semifinalistas                  | Semifinalistas                  | Semifinalistas                  | Semifinalistas                  | Semifinalistas                  | Semifinalistas                  | Semifinalistas                  | Semifinalistas                  | Semifinalistas                  | Semifinalistas                  | Semifinalistas                  | Semifinalistas                  | Semifinalistas                  | Semifinalistas                  | Semifinalistas                  | Semifinalistas                  | Semifinalistas                  | Semifinalistas                  | Semifinalistas                  | Semifinalistas                  | Semifinalistas                  | Semifinalistas                  | Semifinalistas                  | Semifinalistas                  | Semifinalistas                  | Semifinalistas                  | Semifinalistas                  | Semifinalistas                  | Semifinalistas                  | Semifinalistas                  | Semifinalistas                  | Semifinalistas                  | Semifinalistas                  | Semifinalistas                  | Semifinalistas        | Semifinalistas        | Semifinalistas        | Semifinalistas        | Semifinalistas        | Semifinalistas        | Semifinalistas        | Semifinalistas        | Semifinalistas        | Semifinalistas        | Semifinalistas        | Semifinalistas        |                       |
| Iván           | No estaba | No estaba     | 24                   | 23                   | S                               | 25                              | 21                              | 24                              | S                               | 29                              | 30                              | 28                              |                                 |                                 | 27                              |                                 | 29                              | 0                               | Semifinalistas                  | Semifinalistas                  | Semifinalistas                  | Semifinalistas                  | Semifinalistas                  | Semifinalistas                  | Semifinalistas                  | Semifinalistas                  | Semifinalistas                  | Semifinalistas                  | Semifinalistas                  | Semifinalistas                  | Semifinalistas                  | Semifinalistas                  | Semifinalistas                  | Semifinalistas                  | Semifinalistas                  | Semifinalistas                  | Semifinalistas                  | Semifinalistas                  | Semifinalistas                  | Semifinalistas                  | Semifinalistas                  | Semifinalistas                  | Semifinalistas                  | Semifinalistas                  | Semifinalistas                  | Semifinalistas                  | Semifinalistas                  | Semifinalistas                  | Semifinalistas                  | Semifinalistas                  | Semifinalistas                  | Semifinalistas                  | Semifinalistas                  | Semifinalistas                  | Semifinalistas                  | Semifinalistas                  | Semifinalistas                  | Semifinalistas                  | Semifinalistas        | Semifinalistas        | Semifinalistas        | Semifinalistas        | Semifinalistas        | Semifinalistas        | Semifinalistas        | Semifinalistas        | Semifinalistas        | Semifinalistas        | Semifinalistas        | Semifinalistas        |                       |
| Bárbara        | No estaba | No estaba     | No estaba            | No estaba            | No estaba                       | No estaba                       | No estaba                       | 24                              | S                               | 22                              | 27                              | 23                              |                                 | 27                              |                                 |                                 | 18                              | 17.ª Pareja Eliminada           | 17.ª Pareja Eliminada           | 17.ª Pareja Eliminada           | 17.ª Pareja Eliminada           | 17.ª Pareja Eliminada           | 17.ª Pareja Eliminada           | 17.ª Pareja Eliminada           | 17.ª Pareja Eliminada           | 17.ª Pareja Eliminada           | 17.ª Pareja Eliminada           | 17.ª Pareja Eliminada           | 17.ª Pareja Eliminada           | 17.ª Pareja Eliminada           | 17.ª Pareja Eliminada           | 17.ª Pareja Eliminada           | 17.ª Pareja Eliminada           | 17.ª Pareja Eliminada           | 17.ª Pareja Eliminada           | 17.ª Pareja Eliminada           | 17.ª Pareja Eliminada           | 17.ª Pareja Eliminada           | 17.ª Pareja Eliminada           | 17.ª Pareja Eliminada           | 17.ª Pareja Eliminada           | 17.ª Pareja Eliminada           | 17.ª Pareja Eliminada           | 17.ª Pareja Eliminada           | 17.ª Pareja Eliminada           | 17.ª Pareja Eliminada           | 17.ª Pareja Eliminada           | 17.ª Pareja Eliminada           | 17.ª Pareja Eliminada           | 17.ª Pareja Eliminada           | 17.ª Pareja Eliminada           | 17.ª Pareja Eliminada           | 17.ª Pareja Eliminada           | 17.ª Pareja Eliminada           | 17.ª Pareja Eliminada           | 17.ª Pareja Eliminada           | 17.ª Pareja Eliminada           | 17.ª Pareja Eliminada           | 17.ª Pareja Eliminada | 17.ª Pareja Eliminada | 17.ª Pareja Eliminada | 17.ª Pareja Eliminada | 17.ª Pareja Eliminada | 17.ª Pareja Eliminada | 17.ª Pareja Eliminada | 17.ª Pareja Eliminada | 17.ª Pareja Eliminada | 17.ª Pareja Eliminada | 17.ª Pareja Eliminada | 17.ª Pareja Eliminada | 17.ª Pareja Eliminada |
| Piamaría       | 24        | S             | S                    | 22                   | S                               | 27                              | A                               | A                               | 23                              | 17                              | 22                              | 20                              |                                 | 21                              |                                 | 25                              | 16.ª Pareja Eliminada           | 16.ª Pareja Eliminada           | 16.ª Pareja Eliminada           | 16.ª Pareja Eliminada           | 16.ª Pareja Eliminada           | 16.ª Pareja Eliminada           | 16.ª Pareja Eliminada           | 16.ª Pareja Eliminada           | 16.ª Pareja Eliminada           | 16.ª Pareja Eliminada           | 16.ª Pareja Eliminada           | 16.ª Pareja Eliminada           | 16.ª Pareja Eliminada           | 16.ª Pareja Eliminada           | 16.ª Pareja Eliminada           | 16.ª Pareja Eliminada           | 16.ª Pareja Eliminada           | 16.ª Pareja Eliminada           | 16.ª Pareja Eliminada           | 16.ª Pareja Eliminada           | 16.ª Pareja Eliminada           | 16.ª Pareja Eliminada           | 16.ª Pareja Eliminada           | 16.ª Pareja Eliminada           | 16.ª Pareja Eliminada           | 16.ª Pareja Eliminada           | 16.ª Pareja Eliminada           | 16.ª Pareja Eliminada           | 16.ª Pareja Eliminada           | 16.ª Pareja Eliminada           | 16.ª Pareja Eliminada           | 16.ª Pareja Eliminada           | 16.ª Pareja Eliminada           | 16.ª Pareja Eliminada           | 16.ª Pareja Eliminada           | 16.ª Pareja Eliminada           | 16.ª Pareja Eliminada           | 16.ª Pareja Eliminada           | 16.ª Pareja Eliminada           | 16.ª Pareja Eliminada           | 16.ª Pareja Eliminada           | 16.ª Pareja Eliminada           | 16.ª Pareja Eliminada | 16.ª Pareja Eliminada | 16.ª Pareja Eliminada | 16.ª Pareja Eliminada | 16.ª Pareja Eliminada | 16.ª Pareja Eliminada | 16.ª Pareja Eliminada | 16.ª Pareja Eliminada | 16.ª Pareja Eliminada | 16.ª Pareja Eliminada | 16.ª Pareja Eliminada | 16.ª Pareja Eliminada |                       |
| Thiago/Chantal | 22        | 21            | A                    | A                    | S                               | S                               | S                               | 18                              | S                               | 21                              | 25                              |                                 | 20                              |                                 | 21                              | 15.ª Pareja Eliminada           | 15.ª Pareja Eliminada           | 15.ª Pareja Eliminada           | 15.ª Pareja Eliminada           | 15.ª Pareja Eliminada           | 15.ª Pareja Eliminada           | 15.ª Pareja Eliminada           | 15.ª Pareja Eliminada           | 15.ª Pareja Eliminada           | 15.ª Pareja Eliminada           | 15.ª Pareja Eliminada           | 15.ª Pareja Eliminada           | 15.ª Pareja Eliminada           | 15.ª Pareja Eliminada           | 15.ª Pareja Eliminada           | 15.ª Pareja Eliminada           | 15.ª Pareja Eliminada           | 15.ª Pareja Eliminada           | 15.ª Pareja Eliminada           | 15.ª Pareja Eliminada           | 15.ª Pareja Eliminada           | 15.ª Pareja Eliminada           | 15.ª Pareja Eliminada           | 15.ª Pareja Eliminada           | 15.ª Pareja Eliminada           | 15.ª Pareja Eliminada           | 15.ª Pareja Eliminada           | 15.ª Pareja Eliminada           | 15.ª Pareja Eliminada           | 15.ª Pareja Eliminada           | 15.ª Pareja Eliminada           | 15.ª Pareja Eliminada           | 15.ª Pareja Eliminada           | 15.ª Pareja Eliminada           | 15.ª Pareja Eliminada           | 15.ª Pareja Eliminada           | 15.ª Pareja Eliminada           | 15.ª Pareja Eliminada           | 15.ª Pareja Eliminada           | 15.ª Pareja Eliminada           | 15.ª Pareja Eliminada           | 15.ª Pareja Eliminada           | 15.ª Pareja Eliminada           | 15.ª Pareja Eliminada | 15.ª Pareja Eliminada | 15.ª Pareja Eliminada | 15.ª Pareja Eliminada | 15.ª Pareja Eliminada | 15.ª Pareja Eliminada | 15.ª Pareja Eliminada | 15.ª Pareja Eliminada | 15.ª Pareja Eliminada | 15.ª Pareja Eliminada | 15.ª Pareja Eliminada |                       |                       |
| Leticia/Hernán | No estaba | No estaba     | No estaba            | No estaba            | No estaba                       | No estaba                       | No estaba                       | 19                              | 19                              | 20                              | 24                              |                                 | 18                              | 22                              | 14.ª Pareja Eliminada           | 14.ª Pareja Eliminada           | 14.ª Pareja Eliminada           | 14.ª Pareja Eliminada           | 14.ª Pareja Eliminada           | 14.ª Pareja Eliminada           | 14.ª Pareja Eliminada           | 14.ª Pareja Eliminada           | 14.ª Pareja Eliminada           | 14.ª Pareja Eliminada           | 14.ª Pareja Eliminada           | 14.ª Pareja Eliminada           | 14.ª Pareja Eliminada           | 14.ª Pareja Eliminada           | 14.ª Pareja Eliminada           | 14.ª Pareja Eliminada           | 14.ª Pareja Eliminada           | 14.ª Pareja Eliminada           | 14.ª Pareja Eliminada           | 14.ª Pareja Eliminada           | 14.ª Pareja Eliminada           | 14.ª Pareja Eliminada           | 14.ª Pareja Eliminada           | 14.ª Pareja Eliminada           | 14.ª Pareja Eliminada           | 14.ª Pareja Eliminada           | 14.ª Pareja Eliminada           | 14.ª Pareja Eliminada           | 14.ª Pareja Eliminada           | 14.ª Pareja Eliminada           | 14.ª Pareja Eliminada           | 14.ª Pareja Eliminada           | 14.ª Pareja Eliminada           | 14.ª Pareja Eliminada           | 14.ª Pareja Eliminada           | 14.ª Pareja Eliminada           | 14.ª Pareja Eliminada           | 14.ª Pareja Eliminada           | 14.ª Pareja Eliminada           | 14.ª Pareja Eliminada           | 14.ª Pareja Eliminada           | 14.ª Pareja Eliminada           | 14.ª Pareja Eliminada           | 14.ª Pareja Eliminada           | 14.ª Pareja Eliminada | 14.ª Pareja Eliminada | 14.ª Pareja Eliminada | 14.ª Pareja Eliminada | 14.ª Pareja Eliminada | 14.ª Pareja Eliminada | 14.ª Pareja Eliminada | 14.ª Pareja Eliminada | 14.ª Pareja Eliminada | 14.ª Pareja Eliminada |                       |                       |                       |
| Christell      | No estaba | No estaba     | No estaba            | No estaba            | No estaba                       | No estaba                       | No estaba                       | 10                              | 15                              | 26                              | 20                              |                                 | 16                              | 13.ª Pareja Eliminada           | 13.ª Pareja Eliminada           | 13.ª Pareja Eliminada           | 13.ª Pareja Eliminada           | 13.ª Pareja Eliminada           | 13.ª Pareja Eliminada           | 13.ª Pareja Eliminada           | 13.ª Pareja Eliminada           | 13.ª Pareja Eliminada           | 13.ª Pareja Eliminada           | 13.ª Pareja Eliminada           | 13.ª Pareja Eliminada           | 13.ª Pareja Eliminada           | 13.ª Pareja Eliminada           | 13.ª Pareja Eliminada           | 13.ª Pareja Eliminada           | 13.ª Pareja Eliminada           | 13.ª Pareja Eliminada           | 13.ª Pareja Eliminada           | 13.ª Pareja Eliminada           | 13.ª Pareja Eliminada           | 13.ª Pareja Eliminada           | 13.ª Pareja Eliminada           | 13.ª Pareja Eliminada           | 13.ª Pareja Eliminada           | 13.ª Pareja Eliminada           | 13.ª Pareja Eliminada           | 13.ª Pareja Eliminada           | 13.ª Pareja Eliminada           | 13.ª Pareja Eliminada           | 13.ª Pareja Eliminada           | 13.ª Pareja Eliminada           | 13.ª Pareja Eliminada           | 13.ª Pareja Eliminada           | 13.ª Pareja Eliminada           | 13.ª Pareja Eliminada           | 13.ª Pareja Eliminada           | 13.ª Pareja Eliminada           | 13.ª Pareja Eliminada           | 13.ª Pareja Eliminada           | 13.ª Pareja Eliminada           | 13.ª Pareja Eliminada           | 13.ª Pareja Eliminada           | 13.ª Pareja Eliminada           | 13.ª Pareja Eliminada           | 13.ª Pareja Eliminada | 13.ª Pareja Eliminada | 13.ª Pareja Eliminada | 13.ª Pareja Eliminada | 13.ª Pareja Eliminada | 13.ª Pareja Eliminada | 13.ª Pareja Eliminada | 13.ª Pareja Eliminada | 13.ª Pareja Eliminada |                       |                       |                       |                       |
| Francesca      | S         | 22            | 21                   | A                    | 20                              | S                               | S                               | 25                              | A                               | 21                              | 28                              | 21                              | 12.ª Pareja Eliminada           | 12.ª Pareja Eliminada           | 12.ª Pareja Eliminada           | 12.ª Pareja Eliminada           | 12.ª Pareja Eliminada           | 12.ª Pareja Eliminada           | 12.ª Pareja Eliminada           | 12.ª Pareja Eliminada           | 12.ª Pareja Eliminada           | 12.ª Pareja Eliminada           | 12.ª Pareja Eliminada           | 12.ª Pareja Eliminada           | 12.ª Pareja Eliminada           | 12.ª Pareja Eliminada           | 12.ª Pareja Eliminada           | 12.ª Pareja Eliminada           | 12.ª Pareja Eliminada           | 12.ª Pareja Eliminada           | 12.ª Pareja Eliminada           | 12.ª Pareja Eliminada           | 12.ª Pareja Eliminada           | 12.ª Pareja Eliminada           | 12.ª Pareja Eliminada           | 12.ª Pareja Eliminada           | 12.ª Pareja Eliminada           | 12.ª Pareja Eliminada           | 12.ª Pareja Eliminada           | 12.ª Pareja Eliminada           | 12.ª Pareja Eliminada           | 12.ª Pareja Eliminada           | 12.ª Pareja Eliminada           | 12.ª Pareja Eliminada           | 12.ª Pareja Eliminada           | 12.ª Pareja Eliminada           | 12.ª Pareja Eliminada           | 12.ª Pareja Eliminada           | 12.ª Pareja Eliminada           | 12.ª Pareja Eliminada           | 12.ª Pareja Eliminada           | 12.ª Pareja Eliminada           | 12.ª Pareja Eliminada           | 12.ª Pareja Eliminada           | 12.ª Pareja Eliminada           | 12.ª Pareja Eliminada           | 12.ª Pareja Eliminada           | 12.ª Pareja Eliminada           | 12.ª Pareja Eliminada | 12.ª Pareja Eliminada | 12.ª Pareja Eliminada | 12.ª Pareja Eliminada | 12.ª Pareja Eliminada | 12.ª Pareja Eliminada | 12.ª Pareja Eliminada | 12.ª Pareja Eliminada |                       |                       |                       |                       |                       |
| Katherina      | No estaba | No estaba     | No estaba            | 20                   | A                               | 15                              | S                               | 11                              | A                               | A                               | 16                              | 11.ª Pareja Eliminada           | 11.ª Pareja Eliminada           | 11.ª Pareja Eliminada           | 11.ª Pareja Eliminada           | 11.ª Pareja Eliminada           | 11.ª Pareja Eliminada           | 11.ª Pareja Eliminada           | 11.ª Pareja Eliminada           | 11.ª Pareja Eliminada           | 11.ª Pareja Eliminada           | 11.ª Pareja Eliminada           | 11.ª Pareja Eliminada           | 11.ª Pareja Eliminada           | 11.ª Pareja Eliminada           | 11.ª Pareja Eliminada           | 11.ª Pareja Eliminada           | 11.ª Pareja Eliminada           | 11.ª Pareja Eliminada           | 11.ª Pareja Eliminada           | 11.ª Pareja Eliminada           | 11.ª Pareja Eliminada           | 11.ª Pareja Eliminada           | 11.ª Pareja Eliminada           | 11.ª Pareja Eliminada           | 11.ª Pareja Eliminada           | 11.ª Pareja Eliminada           | 11.ª Pareja Eliminada           | 11.ª Pareja Eliminada           | 11.ª Pareja Eliminada           | 11.ª Pareja Eliminada           | 11.ª Pareja Eliminada           | 11.ª Pareja Eliminada           | 11.ª Pareja Eliminada           | 11.ª Pareja Eliminada           | 11.ª Pareja Eliminada           | 11.ª Pareja Eliminada           | 11.ª Pareja Eliminada           | 11.ª Pareja Eliminada           | 11.ª Pareja Eliminada           | 11.ª Pareja Eliminada           | 11.ª Pareja Eliminada           | 11.ª Pareja Eliminada           | 11.ª Pareja Eliminada           | 11.ª Pareja Eliminada           | 11.ª Pareja Eliminada           | 11.ª Pareja Eliminada           | 11.ª Pareja Eliminada           | 11.ª Pareja Eliminada | 11.ª Pareja Eliminada | 11.ª Pareja Eliminada | 11.ª Pareja Eliminada | 11.ª Pareja Eliminada | 11.ª Pareja Eliminada | 11.ª Pareja Eliminada |                       |                       |                       |                       |                       |                       |
| María Isabel   | S         | S             | S                    | 22                   | A                               | A                               | S                               | A                               | 23                              | 20                              | 26                              | 6.º Abandono                    | 6.º Abandono                    | 6.º Abandono                    | 6.º Abandono                    | 6.º Abandono                    | 6.º Abandono                    | 6.º Abandono                    | 6.º Abandono                    | 6.º Abandono                    | 6.º Abandono                    | 6.º Abandono                    | 6.º Abandono                    | 6.º Abandono                    | 6.º Abandono                    | 6.º Abandono                    | 6.º Abandono                    | 6.º Abandono                    | 6.º Abandono                    | 6.º Abandono                    | 6.º Abandono                    | 6.º Abandono                    | 6.º Abandono                    | 6.º Abandono                    | 6.º Abandono                    | 6.º Abandono                    | 6.º Abandono                    | 6.º Abandono                    | 6.º Abandono                    | 6.º Abandono                    | 6.º Abandono                    | 6.º Abandono                    | 6.º Abandono                    | 6.º Abandono                    | 6.º Abandono                    | 6.º Abandono                    | 6.º Abandono                    | 6.º Abandono                    | 6.º Abandono                    | 6.º Abandono                    | 6.º Abandono                    | 6.º Abandono                    | 6.º Abandono                    | 6.º Abandono                    | 6.º Abandono                    | 6.º Abandono                    | 6.º Abandono                    | 6.º Abandono                    | 6.º Abandono          | 6.º Abandono          | 6.º Abandono          | 6.º Abandono          | 6.º Abandono          |                       |                       |                       |                       |                       |                       |                       |                       |
| Felipe         | S         | S             | 15                   | 23                   | 19                              | S                               | A                               | 15                              | A                               | A                               | A                               | 5.º Abandono                    | 5.º Abandono                    | 5.º Abandono                    | 5.º Abandono                    | 5.º Abandono                    | 5.º Abandono                    | 5.º Abandono                    | 5.º Abandono                    | 5.º Abandono                    | 5.º Abandono                    | 5.º Abandono                    | 5.º Abandono                    | 5.º Abandono                    | 5.º Abandono                    | 5.º Abandono                    | 5.º Abandono                    | 5.º Abandono                    | 5.º Abandono                    | 5.º Abandono                    | 5.º Abandono                    | 5.º Abandono                    | 5.º Abandono                    | 5.º Abandono                    | 5.º Abandono                    | 5.º Abandono                    | 5.º Abandono                    | 5.º Abandono                    | 5.º Abandono                    | 5.º Abandono                    | 5.º Abandono                    | 5.º Abandono                    | 5.º Abandono                    | 5.º Abandono                    | 5.º Abandono                    | 5.º Abandono                    | 5.º Abandono                    | 5.º Abandono                    | 5.º Abandono                    | 5.º Abandono                    | 5.º Abandono                    | 5.º Abandono                    | 5.º Abandono                    | 5.º Abandono                    | 5.º Abandono                    | 5.º Abandono                    | 5.º Abandono                    | 5.º Abandono                    | 5.º Abandono          | 5.º Abandono          | 5.º Abandono          | 5.º Abandono          | 5.º Abandono          |                       |                       |                       |                       |                       |                       |                       |                       |
| Karla          | 14        | 16            | 20                   | A                    | 18                              | S                               | S                               | A                               | S                               | 16                              | 10.ª Pareja Eliminada           | 10.ª Pareja Eliminada           | 10.ª Pareja Eliminada           | 10.ª Pareja Eliminada           | 10.ª Pareja Eliminada           | 10.ª Pareja Eliminada           | 10.ª Pareja Eliminada           | 10.ª Pareja Eliminada           | 10.ª Pareja Eliminada           | 10.ª Pareja Eliminada           | 10.ª Pareja Eliminada           | 10.ª Pareja Eliminada           | 10.ª Pareja Eliminada           | 10.ª Pareja Eliminada           | 10.ª Pareja Eliminada           | 10.ª Pareja Eliminada           | 10.ª Pareja Eliminada           | 10.ª Pareja Eliminada           | 10.ª Pareja Eliminada           | 10.ª Pareja Eliminada           | 10.ª Pareja Eliminada           | 10.ª Pareja Eliminada           | 10.ª Pareja Eliminada           | 10.ª Pareja Eliminada           | 10.ª Pareja Eliminada           | 10.ª Pareja Eliminada           | 10.ª Pareja Eliminada           | 10.ª Pareja Eliminada           | 10.ª Pareja Eliminada           | 10.ª Pareja Eliminada           | 10.ª Pareja Eliminada           | 10.ª Pareja Eliminada           | 10.ª Pareja Eliminada           | 10.ª Pareja Eliminada           | 10.ª Pareja Eliminada           | 10.ª Pareja Eliminada           | 10.ª Pareja Eliminada           | 10.ª Pareja Eliminada           | 10.ª Pareja Eliminada           | 10.ª Pareja Eliminada           | 10.ª Pareja Eliminada           | 10.ª Pareja Eliminada           | 10.ª Pareja Eliminada           | 10.ª Pareja Eliminada           | 10.ª Pareja Eliminada           | 10.ª Pareja Eliminada           | 10.ª Pareja Eliminada           | 10.ª Pareja Eliminada           | 10.ª Pareja Eliminada | 10.ª Pareja Eliminada | 10.ª Pareja Eliminada | 10.ª Pareja Eliminada | 10.ª Pareja Eliminada | 10.ª Pareja Eliminada |                       |                       |                       |                       |                       |                       |                       |
| Valentina      | S         | 24            | S                    | 23                   | S                               | 23                              | S                               | 23                              | A                               | A                               | 4.º Abandono                    | 4.º Abandono                    | 4.º Abandono                    | 4.º Abandono                    | 4.º Abandono                    | 4.º Abandono                    | 4.º Abandono                    | 4.º Abandono                    | 4.º Abandono                    | 4.º Abandono                    | 4.º Abandono                    | 4.º Abandono                    | 4.º Abandono                    | 4.º Abandono                    | 4.º Abandono                    | 4.º Abandono                    | 4.º Abandono                    | 4.º Abandono                    | 4.º Abandono                    | 4.º Abandono                    | 4.º Abandono                    | 4.º Abandono                    | 4.º Abandono                    | 4.º Abandono                    | 4.º Abandono                    | 4.º Abandono                    | 4.º Abandono                    | 4.º Abandono                    | 4.º Abandono                    | 4.º Abandono                    | 4.º Abandono                    | 4.º Abandono                    | 4.º Abandono                    | 4.º Abandono                    | 4.º Abandono                    | 4.º Abandono                    | 4.º Abandono                    | 4.º Abandono                    | 4.º Abandono                    | 4.º Abandono                    | 4.º Abandono                    | 4.º Abandono                    | 4.º Abandono                    | 4.º Abandono                    | 4.º Abandono                    | 4.º Abandono                    | 4.º Abandono                    | 4.º Abandono                    | 4.º Abandono          | 4.º Abandono          | 4.º Abandono          | 4.º Abandono          |                       |                       |                       |                       |                       |                       |                       |                       |                       |
| Gianella       | No estaba | No estaba     | 12                   | 19                   | 14                              | A                               | 19                              | 21                              | 17                              | 9.ª Pareja Eliminada            | 9.ª Pareja Eliminada            | 9.ª Pareja Eliminada            | 9.ª Pareja Eliminada            | 9.ª Pareja Eliminada            | 9.ª Pareja Eliminada            | 9.ª Pareja Eliminada            | 9.ª Pareja Eliminada            | 9.ª Pareja Eliminada            | 9.ª Pareja Eliminada            | 9.ª Pareja Eliminada            | 9.ª Pareja Eliminada            | 9.ª Pareja Eliminada            | 9.ª Pareja Eliminada            | 9.ª Pareja Eliminada            | 9.ª Pareja Eliminada            | 9.ª Pareja Eliminada            | 9.ª Pareja Eliminada            | 9.ª Pareja Eliminada            | 9.ª Pareja Eliminada            | 9.ª Pareja Eliminada            | 9.ª Pareja Eliminada            | 9.ª Pareja Eliminada            | 9.ª Pareja Eliminada            | 9.ª Pareja Eliminada            | 9.ª Pareja Eliminada            | 9.ª Pareja Eliminada            | 9.ª Pareja Eliminada            | 9.ª Pareja Eliminada            | 9.ª Pareja Eliminada            | 9.ª Pareja Eliminada            | 9.ª Pareja Eliminada            | 9.ª Pareja Eliminada            | 9.ª Pareja Eliminada            | 9.ª Pareja Eliminada            | 9.ª Pareja Eliminada            | 9.ª Pareja Eliminada            | 9.ª Pareja Eliminada            | 9.ª Pareja Eliminada            | 9.ª Pareja Eliminada            | 9.ª Pareja Eliminada            | 9.ª Pareja Eliminada            | 9.ª Pareja Eliminada            | 9.ª Pareja Eliminada            | 9.ª Pareja Eliminada            | 9.ª Pareja Eliminada            | 9.ª Pareja Eliminada            | 9.ª Pareja Eliminada            | 9.ª Pareja Eliminada            | 9.ª Pareja Eliminada  | 9.ª Pareja Eliminada  | 9.ª Pareja Eliminada  | 9.ª Pareja Eliminada  | 9.ª Pareja Eliminada  |                       |                       |                       |                       |                       |                       |                       |                       |
| Emilio         | 19        | S             | A                    | A                    | S                               | A                               | 17                              | 11                              | 8.ª Pareja Eliminada            | 8.ª Pareja Eliminada            | 8.ª Pareja Eliminada            | 8.ª Pareja Eliminada            | 8.ª Pareja Eliminada            | 8.ª Pareja Eliminada            | 8.ª Pareja Eliminada            | 8.ª Pareja Eliminada            | 8.ª Pareja Eliminada            | 8.ª Pareja Eliminada            | 8.ª Pareja Eliminada            | 8.ª Pareja Eliminada            | 8.ª Pareja Eliminada            | 8.ª Pareja Eliminada            | 8.ª Pareja Eliminada            | 8.ª Pareja Eliminada            | 8.ª Pareja Eliminada            | 8.ª Pareja Eliminada            | 8.ª Pareja Eliminada            | 8.ª Pareja Eliminada            | 8.ª Pareja Eliminada            | 8.ª Pareja Eliminada            | 8.ª Pareja Eliminada            | 8.ª Pareja Eliminada            | 8.ª Pareja Eliminada            | 8.ª Pareja Eliminada            | 8.ª Pareja Eliminada            | 8.ª Pareja Eliminada            | 8.ª Pareja Eliminada            | 8.ª Pareja Eliminada            | 8.ª Pareja Eliminada            | 8.ª Pareja Eliminada            | 8.ª Pareja Eliminada            | 8.ª Pareja Eliminada            | 8.ª Pareja Eliminada            | 8.ª Pareja Eliminada            | 8.ª Pareja Eliminada            | 8.ª Pareja Eliminada            | 8.ª Pareja Eliminada            | 8.ª Pareja Eliminada            | 8.ª Pareja Eliminada            | 8.ª Pareja Eliminada            | 8.ª Pareja Eliminada            | 8.ª Pareja Eliminada            | 8.ª Pareja Eliminada            | 8.ª Pareja Eliminada            | 8.ª Pareja Eliminada            | 8.ª Pareja Eliminada            | 8.ª Pareja Eliminada            | 8.ª Pareja Eliminada            | 8.ª Pareja Eliminada  | 8.ª Pareja Eliminada  | 8.ª Pareja Eliminada  | 8.ª Pareja Eliminada  |                       |                       |                       |                       |                       |                       |                       |                       |                       |
| Matías         | 19        | 14            | S                    | 19                   | A                               | A                               | 15                              | 7.ª Pareja Eliminada            | 7.ª Pareja Eliminada            | 7.ª Pareja Eliminada            | 7.ª Pareja Eliminada            | 7.ª Pareja Eliminada            | 7.ª Pareja Eliminada            | 7.ª Pareja Eliminada            | 7.ª Pareja Eliminada            | 7.ª Pareja Eliminada            | 7.ª Pareja Eliminada            | 7.ª Pareja Eliminada            | 7.ª Pareja Eliminada            | 7.ª Pareja Eliminada            | 7.ª Pareja Eliminada            | 7.ª Pareja Eliminada            | 7.ª Pareja Eliminada            | 7.ª Pareja Eliminada            | 7.ª Pareja Eliminada            | 7.ª Pareja Eliminada            | 7.ª Pareja Eliminada            | 7.ª Pareja Eliminada            | 7.ª Pareja Eliminada            | 7.ª Pareja Eliminada            | 7.ª Pareja Eliminada            | 7.ª Pareja Eliminada            | 7.ª Pareja Eliminada            | 7.ª Pareja Eliminada            | 7.ª Pareja Eliminada            | 7.ª Pareja Eliminada            | 7.ª Pareja Eliminada            | 7.ª Pareja Eliminada            | 7.ª Pareja Eliminada            | 7.ª Pareja Eliminada            | 7.ª Pareja Eliminada            | 7.ª Pareja Eliminada            | 7.ª Pareja Eliminada            | 7.ª Pareja Eliminada            | 7.ª Pareja Eliminada            | 7.ª Pareja Eliminada            | 7.ª Pareja Eliminada            | 7.ª Pareja Eliminada            | 7.ª Pareja Eliminada            | 7.ª Pareja Eliminada            | 7.ª Pareja Eliminada            | 7.ª Pareja Eliminada            | 7.ª Pareja Eliminada            | 7.ª Pareja Eliminada            | 7.ª Pareja Eliminada            | 7.ª Pareja Eliminada            | 7.ª Pareja Eliminada            | 7.ª Pareja Eliminada            | 7.ª Pareja Eliminada  | 7.ª Pareja Eliminada  | 7.ª Pareja Eliminada  |                       |                       |                       |                       |                       |                       |                       |                       |                       |                       |
| Ana María      | No estaba | No estaba     | No estaba            | No estaba            | No estaba                       | 10                              | 6.ª Pareja Eliminada            | 6.ª Pareja Eliminada            | 6.ª Pareja Eliminada            | 6.ª Pareja Eliminada            | 6.ª Pareja Eliminada            | 6.ª Pareja Eliminada            | 6.ª Pareja Eliminada            | 6.ª Pareja Eliminada            | 6.ª Pareja Eliminada            | 6.ª Pareja Eliminada            | 6.ª Pareja Eliminada            | 6.ª Pareja Eliminada            | 6.ª Pareja Eliminada            | 6.ª Pareja Eliminada            | 6.ª Pareja Eliminada            | 6.ª Pareja Eliminada            | 6.ª Pareja Eliminada            | 6.ª Pareja Eliminada            | 6.ª Pareja Eliminada            | 6.ª Pareja Eliminada            | 6.ª Pareja Eliminada            | 6.ª Pareja Eliminada            | 6.ª Pareja Eliminada            | 6.ª Pareja Eliminada            | 6.ª Pareja Eliminada            | 6.ª Pareja Eliminada            | 6.ª Pareja Eliminada            | 6.ª Pareja Eliminada            | 6.ª Pareja Eliminada            | 6.ª Pareja Eliminada            | 6.ª Pareja Eliminada            | 6.ª Pareja Eliminada            | 6.ª Pareja Eliminada            | 6.ª Pareja Eliminada            | 6.ª Pareja Eliminada            | 6.ª Pareja Eliminada            | 6.ª Pareja Eliminada            | 6.ª Pareja Eliminada            | 6.ª Pareja Eliminada            | 6.ª Pareja Eliminada            | 6.ª Pareja Eliminada            | 6.ª Pareja Eliminada            | 6.ª Pareja Eliminada            | 6.ª Pareja Eliminada            | 6.ª Pareja Eliminada            | 6.ª Pareja Eliminada            | 6.ª Pareja Eliminada            | 6.ª Pareja Eliminada            | 6.ª Pareja Eliminada            | 6.ª Pareja Eliminada            | 6.ª Pareja Eliminada            | 6.ª Pareja Eliminada            | 6.ª Pareja Eliminada  | 6.ª Pareja Eliminada  |                       |                       |                       |                       |                       |                       |                       |                       |                       |                       |                       |
| Ángel          | 19        | S             | S                    | 10                   | 12                              | 5.ª Pareja Eliminada            | 5.ª Pareja Eliminada            | 5.ª Pareja Eliminada            | 5.ª Pareja Eliminada            | 5.ª Pareja Eliminada            | 5.ª Pareja Eliminada            | 5.ª Pareja Eliminada            | 5.ª Pareja Eliminada            | 5.ª Pareja Eliminada            | 5.ª Pareja Eliminada            | 5.ª Pareja Eliminada            | 5.ª Pareja Eliminada            | 5.ª Pareja Eliminada            | 5.ª Pareja Eliminada            | 5.ª Pareja Eliminada            | 5.ª Pareja Eliminada            | 5.ª Pareja Eliminada            | 5.ª Pareja Eliminada            | 5.ª Pareja Eliminada            | 5.ª Pareja Eliminada            | 5.ª Pareja Eliminada            | 5.ª Pareja Eliminada            | 5.ª Pareja Eliminada            | 5.ª Pareja Eliminada            | 5.ª Pareja Eliminada            | 5.ª Pareja Eliminada            | 5.ª Pareja Eliminada            | 5.ª Pareja Eliminada            | 5.ª Pareja Eliminada            | 5.ª Pareja Eliminada            | 5.ª Pareja Eliminada            | 5.ª Pareja Eliminada            | 5.ª Pareja Eliminada            | 5.ª Pareja Eliminada            | 5.ª Pareja Eliminada            | 5.ª Pareja Eliminada            | 5.ª Pareja Eliminada            | 5.ª Pareja Eliminada            | 5.ª Pareja Eliminada            | 5.ª Pareja Eliminada            | 5.ª Pareja Eliminada            | 5.ª Pareja Eliminada            | 5.ª Pareja Eliminada            | 5.ª Pareja Eliminada            | 5.ª Pareja Eliminada            | 5.ª Pareja Eliminada            | 5.ª Pareja Eliminada            | 5.ª Pareja Eliminada            | 5.ª Pareja Eliminada            | 5.ª Pareja Eliminada            | 5.ª Pareja Eliminada            | 5.ª Pareja Eliminada            | 5.ª Pareja Eliminada            | 5.ª Pareja Eliminada  |                       |                       |                       |                       |                       |                       |                       |                       |                       |                       |                       |                       |
| Vivi           | S         | 17            | A                    | A                    | A                               | 3.er Abandono                   | 3.er Abandono                   | 3.er Abandono                   | 3.er Abandono                   | 3.er Abandono                   | 3.er Abandono                   | 3.er Abandono                   | 3.er Abandono                   | 3.er Abandono                   | 3.er Abandono                   | 3.er Abandono                   | 3.er Abandono                   | 3.er Abandono                   | 3.er Abandono                   | 3.er Abandono                   | 3.er Abandono                   | 3.er Abandono                   | 3.er Abandono                   | 3.er Abandono                   | 3.er Abandono                   | 3.er Abandono                   | 3.er Abandono                   | 3.er Abandono                   | 3.er Abandono                   | 3.er Abandono                   | 3.er Abandono                   | 3.er Abandono                   | 3.er Abandono                   | 3.er Abandono                   | 3.er Abandono                   | 3.er Abandono                   | 3.er Abandono                   | 3.er Abandono                   | 3.er Abandono                   | 3.er Abandono                   | 3.er Abandono                   | 3.er Abandono                   | 3.er Abandono                   | 3.er Abandono                   | 3.er Abandono                   | 3.er Abandono                   | 3.er Abandono                   | 3.er Abandono                   | 3.er Abandono                   | 3.er Abandono                   | 3.er Abandono                   | 3.er Abandono                   | 3.er Abandono                   | 3.er Abandono                   | 3.er Abandono                   | 3.er Abandono                   | 3.er Abandono                   |                                 |                       |                       |                       |                       |                       |                       |                       |                       |                       |                       |                       |                       |                       |
| Yasmín         | 4         | 15            | 10                   | 9                    | 1.ª, 3.ª y 4.ª Pareja Eliminada | 1.ª, 3.ª y 4.ª Pareja Eliminada | 1.ª, 3.ª y 4.ª Pareja Eliminada | 1.ª, 3.ª y 4.ª Pareja Eliminada | 1.ª, 3.ª y 4.ª Pareja Eliminada | 1.ª, 3.ª y 4.ª Pareja Eliminada | 1.ª, 3.ª y 4.ª Pareja Eliminada | 1.ª, 3.ª y 4.ª Pareja Eliminada | 1.ª, 3.ª y 4.ª Pareja Eliminada | 1.ª, 3.ª y 4.ª Pareja Eliminada | 1.ª, 3.ª y 4.ª Pareja Eliminada | 1.ª, 3.ª y 4.ª Pareja Eliminada | 1.ª, 3.ª y 4.ª Pareja Eliminada | 1.ª, 3.ª y 4.ª Pareja Eliminada | 1.ª, 3.ª y 4.ª Pareja Eliminada | 1.ª, 3.ª y 4.ª Pareja Eliminada | 1.ª, 3.ª y 4.ª Pareja Eliminada | 1.ª, 3.ª y 4.ª Pareja Eliminada | 1.ª, 3.ª y 4.ª Pareja Eliminada | 1.ª, 3.ª y 4.ª Pareja Eliminada | 1.ª, 3.ª y 4.ª Pareja Eliminada | 1.ª, 3.ª y 4.ª Pareja Eliminada | 1.ª, 3.ª y 4.ª Pareja Eliminada | 1.ª, 3.ª y 4.ª Pareja Eliminada | 1.ª, 3.ª y 4.ª Pareja Eliminada | 1.ª, 3.ª y 4.ª Pareja Eliminada | 1.ª, 3.ª y 4.ª Pareja Eliminada | 1.ª, 3.ª y 4.ª Pareja Eliminada | 1.ª, 3.ª y 4.ª Pareja Eliminada | 1.ª, 3.ª y 4.ª Pareja Eliminada | 1.ª, 3.ª y 4.ª Pareja Eliminada | 1.ª, 3.ª y 4.ª Pareja Eliminada | 1.ª, 3.ª y 4.ª Pareja Eliminada | 1.ª, 3.ª y 4.ª Pareja Eliminada | 1.ª, 3.ª y 4.ª Pareja Eliminada | 1.ª, 3.ª y 4.ª Pareja Eliminada | 1.ª, 3.ª y 4.ª Pareja Eliminada | 1.ª, 3.ª y 4.ª Pareja Eliminada | 1.ª, 3.ª y 4.ª Pareja Eliminada | 1.ª, 3.ª y 4.ª Pareja Eliminada | 1.ª, 3.ª y 4.ª Pareja Eliminada | 1.ª, 3.ª y 4.ª Pareja Eliminada | 1.ª, 3.ª y 4.ª Pareja Eliminada | 1.ª, 3.ª y 4.ª Pareja Eliminada | 1.ª, 3.ª y 4.ª Pareja Eliminada | 1.ª, 3.ª y 4.ª Pareja Eliminada | 1.ª, 3.ª y 4.ª Pareja Eliminada | 1.ª, 3.ª y 4.ª Pareja Eliminada | 1.ª, 3.ª y 4.ª Pareja Eliminada | 1.ª, 3.ª y 4.ª Pareja Eliminada | 1.ª, 3.ª y 4.ª Pareja Eliminada | 1.ª, 3.ª y 4.ª Pareja Eliminada | 1.ª, 3.ª y 4.ª Pareja Eliminada | 1.ª, 3.ª y 4.ª Pareja Eliminada |                       |                       |                       |                       |                       |                       |                       |                       |                       |                       |                       |                       |                       |
| María José     | 16        | A             | A                    | 2.º Abandono         | 2.º Abandono                    | 2.º Abandono                    | 2.º Abandono                    | 2.º Abandono                    | 2.º Abandono                    | 2.º Abandono                    | 2.º Abandono                    | 2.º Abandono                    | 2.º Abandono                    | 2.º Abandono                    | 2.º Abandono                    | 2.º Abandono                    | 2.º Abandono                    | 2.º Abandono                    | 2.º Abandono                    | 2.º Abandono                    | 2.º Abandono                    | 2.º Abandono                    | 2.º Abandono                    | 2.º Abandono                    | 2.º Abandono                    | 2.º Abandono                    | 2.º Abandono                    | 2.º Abandono                    | 2.º Abandono                    | 2.º Abandono                    | 2.º Abandono                    | 2.º Abandono                    | 2.º Abandono                    | 2.º Abandono                    | 2.º Abandono                    | 2.º Abandono                    | 2.º Abandono                    | 2.º Abandono                    | 2.º Abandono                    | 2.º Abandono                    | 2.º Abandono                    | 2.º Abandono                    | 2.º Abandono                    | 2.º Abandono                    | 2.º Abandono                    | 2.º Abandono                    | 2.º Abandono                    | 2.º Abandono                    | 2.º Abandono                    | 2.º Abandono                    | 2.º Abandono                    | 2.º Abandono                    | 2.º Abandono                    | 2.º Abandono                    | 2.º Abandono                    |                                 |                                 |                                 |                       |                       |                       |                       |                       |                       |                       |                       |                       |                       |                       |                       |                       |
| Gustavo        | S         | 14            | 2.ª Pareja Eliminada | 2.ª Pareja Eliminada | 2.ª Pareja Eliminada            | 2.ª Pareja Eliminada            | 2.ª Pareja Eliminada            | 2.ª Pareja Eliminada            | 2.ª Pareja Eliminada            | 2.ª Pareja Eliminada            | 2.ª Pareja Eliminada            | 2.ª Pareja Eliminada            | 2.ª Pareja Eliminada            | 2.ª Pareja Eliminada            | 2.ª Pareja Eliminada            | 2.ª Pareja Eliminada            | 2.ª Pareja Eliminada            | 2.ª Pareja Eliminada            | 2.ª Pareja Eliminada            | 2.ª Pareja Eliminada            | 2.ª Pareja Eliminada            | 2.ª Pareja Eliminada            | 2.ª Pareja Eliminada            | 2.ª Pareja Eliminada            | 2.ª Pareja Eliminada            | 2.ª Pareja Eliminada            | 2.ª Pareja Eliminada            | 2.ª Pareja Eliminada            | 2.ª Pareja Eliminada            | 2.ª Pareja Eliminada            | 2.ª Pareja Eliminada            | 2.ª Pareja Eliminada            | 2.ª Pareja Eliminada            | 2.ª Pareja Eliminada            | 2.ª Pareja Eliminada            | 2.ª Pareja Eliminada            | 2.ª Pareja Eliminada            | 2.ª Pareja Eliminada            | 2.ª Pareja Eliminada            | 2.ª Pareja Eliminada            | 2.ª Pareja Eliminada            | 2.ª Pareja Eliminada            | 2.ª Pareja Eliminada            | 2.ª Pareja Eliminada            | 2.ª Pareja Eliminada            | 2.ª Pareja Eliminada            | 2.ª Pareja Eliminada            | 2.ª Pareja Eliminada            | 2.ª Pareja Eliminada            | 2.ª Pareja Eliminada            | 2.ª Pareja Eliminada            | 2.ª Pareja Eliminada            | 2.ª Pareja Eliminada            | 2.ª Pareja Eliminada            | 2.ª Pareja Eliminada            | 2.ª Pareja Eliminada            |                                 |                                 |                       |                       |                       |                       |                       |                       |                       |                       |                       |                       |                       |                       |                       |
| Pablo          | A         | 1.er Abandono | 1.er Abandono        | 1.er Abandono        | 1.er Abandono                   | 1.er Abandono                   | 1.er Abandono                   | 1.er Abandono                   | 1.er Abandono                   | 1.er Abandono                   | 1.er Abandono                   | 1.er Abandono                   | 1.er Abandono                   | 1.er Abandono                   | 1.er Abandono                   | 1.er Abandono                   | 1.er Abandono                   | 1.er Abandono                   | 1.er Abandono                   | 1.er Abandono                   | 1.er Abandono                   | 1.er Abandono                   | 1.er Abandono                   | 1.er Abandono                   | 1.er Abandono                   | 1.er Abandono                   | 1.er Abandono                   | 1.er Abandono                   | 1.er Abandono                   | 1.er Abandono                   | 1.er Abandono                   | 1.er Abandono                   | 1.er Abandono                   | 1.er Abandono                   | 1.er Abandono                   | 1.er Abandono                   | 1.er Abandono                   | 1.er Abandono                   | 1.er Abandono                   | 1.er Abandono                   | 1.er Abandono                   | 1.er Abandono                   | 1.er Abandono                   | 1.er Abandono                   | 1.er Abandono                   | 1.er Abandono                   | 1.er Abandono                   | 1.er Abandono                   | 1.er Abandono                   | 1.er Abandono                   | 1.er Abandono                   | 1.er Abandono                   | 1.er Abandono                   |                                 |                                 |                                 |                                 |                                 |                       |                       |                       |                       |                       |                       |                       |                       |                       |                       |                       |                       |                       |

- A: Participante que no realiza su coreografía.
- En cursiva: Participante que inicialmente no estuvo nominado, pero que con posterioridad fue sentenciado por sus compañeros.
- El concursante gana la inmunidad de la semana.
- El concursante perdió el duelo, fue sentenciado y, posteriormente, obtuvo el puntaje más alto de la jornada de eliminación.
- El concursante perdió el duelo, fue sentenciado y, posteriormente, salvado por el jurado antes del duelo de eliminación.
- El concursante perdió el duelo, fue sentenciado y, posteriormente, salvado en última instancia en el duelo de eliminación.
- El concursante perdió el duelo, fue sentenciado y, posteriormente, eliminado.
- El concursante abandona la competencia.
- El concursante no realiza su coreografía debido a una lesión o problemas de salud.

## Aquí se baila 2(2022)
- 11 de abril de 2022 – 28 de abril de 2022.

El 14 de marzo de 2022, aun cuando se transmitía la primera temporada de Aquí se baila, fue anunciada la segunda temporada del programa. Esta temporada mantendrá a Sergio Lagos como animador, el jurado y algunos de los actuales bailarines que acompañan a las celebridades, pero todos los participantes serán rostros nuevos. La lista oficial de participantes fue anunciada el 16 de marzo de 2022. Además contó nuevamente con la participación de figuras internacionales, como es el caso de Thati Lira y Bruno Zaretti. Asimismo, el certamen contó con dos parejas conformadas por famosos, a saber: Thati Lira & Julio Allendes, y Francisco Solar & Xiomara Herrera.
El lema para esta temporada es "Talento vs. Fama".

### Participantes
| Famoso                                                          | Bailarín/a o Famoso       | Estado               | Ritmo         | Sent. | Tiempo  |
| --------------------------------------------------------------- | ------------------------- | -------------------- | ------------- | ----- | ------- |
| Francisco Solar Bailarín. Ganador de Rojo, el color del talento | Xiomara Herrera Bailarina | Campeones            | Ritmo Libre   | 0     | 18 días |
| María José Campos Ex bailarina                                  | Emilio Rubilar            | 2.º Lugar            | Ritmo Libre   | 1     | 18 días |
| Thati Lira Bailarina y expareja de Thiago Cunha                 | Julio Allendes Bailarín   | 3.º Lugar            | Ritmo Libre   | 0     | 18 días |
| Camila Andrade Cantante y modelo                                | Bastián Retamal           | 4.º Lugar            | Ritmo Libre   | 1     | 18 días |
| Yamna Lobos Bailarina y coreógrafa                              | David Sáez                | Pareja Semifinalista | Ritmo Libre   | 0     | 17 días |
| Felipe Contreras Actor                                          | Janisse Díaz              | Pareja Semifinalista | Ritmo Libre   | 1     | 17 días |
| Carolina Oliva Actriz y modelo                                  | Felipe Basaez             | 9.ª Pareja Eliminada | Contemporáneo | 1     | 16 días |
| Faloon Larraguibel Bailarina y modelo                           | Marlon Fuentes            | 8.ª Pareja Eliminada | Contemporáneo | 2     | 16 días |
| Eyal Meyer Actor                                                | Melissa Briones           | 7.ª Pareja Eliminada | Merengue      | 3     | 15 días |
| Andrea Hoffmann Presentadora de televisión                      | Mauro Mora                | 6.ª Pareja Eliminada | Salsa         | 1     | 11 días |
| Pamela Díaz Presentadora de televisión                          | Matías Falcón             | 3.er Abandono        | Salsa         | 2     | 11 días |
| Carolina Soto Cantante                                          | Luciano Coppelli          | 5.ª Pareja Eliminada | Pop latino    | 3     | 10 días |
| Koke Santa Ana Actor                                            | Macarena                  | 4.ª Pareja Eliminada | Baladas       | 1     | 9 días  |
| Valentina Roth Exparticipante de Aquí se baila 1                | Francisco Chávez          | 2.º Abandono         | Baladas       | 0     | 9 días  |
| Bruno Zaretti Bailarín e integrante de Axé Bahía                | Francisca Zepeda          | 3.ª Pareja Eliminada | Adagio        | 1     | 8 días  |
| Catalina Palacios Cantante                                      | Diego Ignacio             | 1.er Abandono        | Adagio        | 1     | 8 días  |
| Rodrigo Villegas Comediante                                     | Anastasia Knyazeva        | 2.ª Pareja Eliminada | Música disco  | 1     | 4 días  |
| Amaya Forch Actriz y cantante                                   | José Pérez Rodríguez      | 1.ª Pareja Eliminada | Música disco  | 1     | 4 días  |

### Tabla estadística
| Francisco / Xiomara | 27 | 29                   |                      |                      | 29                   | 28                   |                      | 2                    | 2                    | 67.63%               | Campeones            | Campeones            | Campeones            | Campeones            | Campeones            | Campeones            | Campeones            | Campeones            | Campeones            | Campeones            | Campeones            | Campeones            | Campeones            | Campeones            | Campeones            | Campeones            | Campeones            | Campeones            | Campeones            | Campeones            | Campeones            | Campeones            | Campeones            | Campeones            | Campeones            | Campeones            | Campeones            | Campeones            | Campeones            | Campeones            | Campeones            | Campeones            | Campeones            | Campeones            | Campeones            | Campeones            | Campeones            | Campeones            | Campeones            | Campeones            | Campeones            | Campeones            | Campeones            | Campeones            | Campeones            | Campeones            | Campeones            | Campeones            | Campeones            | Campeones            | Campeones            | Campeones |
| María José          | 21 |                      | 22                   | 23                   |                      | 19                   |                      | 2                    | 1                    | 16.91%               | 2.º Lugar            | 2.º Lugar            | 2.º Lugar            | 2.º Lugar            | 2.º Lugar            | 2.º Lugar            | 2.º Lugar            | 2.º Lugar            | 2.º Lugar            | 2.º Lugar            | 2.º Lugar            | 2.º Lugar            | 2.º Lugar            | 2.º Lugar            | 2.º Lugar            | 2.º Lugar            | 2.º Lugar            | 2.º Lugar            | 2.º Lugar            | 2.º Lugar            | 2.º Lugar            | 2.º Lugar            | 2.º Lugar            | 2.º Lugar            | 2.º Lugar            | 2.º Lugar            | 2.º Lugar            | 2.º Lugar            | 2.º Lugar            | 2.º Lugar            | 2.º Lugar            | 2.º Lugar            | 2.º Lugar            | 2.º Lugar            | 2.º Lugar            | 2.º Lugar            | 2.º Lugar            | 2.º Lugar            | 2.º Lugar            | 2.º Lugar            | 2.º Lugar            | 2.º Lugar            | 2.º Lugar            | 2.º Lugar            | 2.º Lugar            | 2.º Lugar            | 2.º Lugar            | 2.º Lugar            | 2.º Lugar            | 2.º Lugar            | 2.º Lugar            | 2.º Lugar |
| Thati / Julio       | 22 | 27                   |                      | 23                   |                      |                      | 29                   | 1                    | 3                    | 15.47%               | 3.º Lugar            | 3.º Lugar            | 3.º Lugar            | 3.º Lugar            | 3.º Lugar            | 3.º Lugar            | 3.º Lugar            | 3.º Lugar            | 3.º Lugar            | 3.º Lugar            | 3.º Lugar            | 3.º Lugar            | 3.º Lugar            | 3.º Lugar            | 3.º Lugar            | 3.º Lugar            | 3.º Lugar            | 3.º Lugar            | 3.º Lugar            | 3.º Lugar            | 3.º Lugar            | 3.º Lugar            | 3.º Lugar            | 3.º Lugar            | 3.º Lugar            | 3.º Lugar            | 3.º Lugar            | 3.º Lugar            | 3.º Lugar            | 3.º Lugar            | 3.º Lugar            | 3.º Lugar            | 3.º Lugar            | 3.º Lugar            | 3.º Lugar            | 3.º Lugar            | 3.º Lugar            | 3.º Lugar            | 3.º Lugar            | 3.º Lugar            | 3.º Lugar            | 3.º Lugar            | 3.º Lugar            | 3.º Lugar            | 3.º Lugar            | 3.º Lugar            | 3.º Lugar            | 3.º Lugar            | 3.º Lugar            | 3.º Lugar            | 3.º Lugar            | 3.º Lugar |
| Camila              | 24 | 24                   |                      |                      | 25                   |                      | 25                   | 2                    | 0                    | 4.º Lugar            | 4.º Lugar            | 4.º Lugar            | 4.º Lugar            | 4.º Lugar            | 4.º Lugar            | 4.º Lugar            | 4.º Lugar            | 4.º Lugar            | 4.º Lugar            | 4.º Lugar            | 4.º Lugar            | 4.º Lugar            | 4.º Lugar            | 4.º Lugar            | 4.º Lugar            | 4.º Lugar            | 4.º Lugar            | 4.º Lugar            | 4.º Lugar            | 4.º Lugar            | 4.º Lugar            | 4.º Lugar            | 4.º Lugar            | 4.º Lugar            | 4.º Lugar            | 4.º Lugar            | 4.º Lugar            | 4.º Lugar            | 4.º Lugar            | 4.º Lugar            | 4.º Lugar            | 4.º Lugar            | 4.º Lugar            | 4.º Lugar            | 4.º Lugar            | 4.º Lugar            | 4.º Lugar            | 4.º Lugar            | 4.º Lugar            | 4.º Lugar            | 4.º Lugar            | 4.º Lugar            | 4.º Lugar            | 4.º Lugar            | 4.º Lugar            | 4.º Lugar            | 4.º Lugar            | 4.º Lugar            | 4.º Lugar            | 4.º Lugar            | 4.º Lugar            |           |
| Yamna               | 25 |                      | 25                   | 23                   |                      | 24                   |                      | 1                    | Semifinalistas       | Semifinalistas       | Semifinalistas       | Semifinalistas       | Semifinalistas       | Semifinalistas       | Semifinalistas       | Semifinalistas       | Semifinalistas       | Semifinalistas       | Semifinalistas       | Semifinalistas       | Semifinalistas       | Semifinalistas       | Semifinalistas       | Semifinalistas       | Semifinalistas       | Semifinalistas       | Semifinalistas       | Semifinalistas       | Semifinalistas       | Semifinalistas       | Semifinalistas       | Semifinalistas       | Semifinalistas       | Semifinalistas       | Semifinalistas       | Semifinalistas       | Semifinalistas       | Semifinalistas       | Semifinalistas       | Semifinalistas       | Semifinalistas       | Semifinalistas       | Semifinalistas       | Semifinalistas       | Semifinalistas       | Semifinalistas       | Semifinalistas       | Semifinalistas       | Semifinalistas       | Semifinalistas       | Semifinalistas       | Semifinalistas       | Semifinalistas       | Semifinalistas       | Semifinalistas       | Semifinalistas       | Semifinalistas       | Semifinalistas       | Semifinalistas       | Semifinalistas       |                      |           |
| Felipe              | 21 |                      | 19                   |                      | 22                   |                      | 22                   | 1                    | Semifinalistas       | Semifinalistas       | Semifinalistas       | Semifinalistas       | Semifinalistas       | Semifinalistas       | Semifinalistas       | Semifinalistas       | Semifinalistas       | Semifinalistas       | Semifinalistas       | Semifinalistas       | Semifinalistas       | Semifinalistas       | Semifinalistas       | Semifinalistas       | Semifinalistas       | Semifinalistas       | Semifinalistas       | Semifinalistas       | Semifinalistas       | Semifinalistas       | Semifinalistas       | Semifinalistas       | Semifinalistas       | Semifinalistas       | Semifinalistas       | Semifinalistas       | Semifinalistas       | Semifinalistas       | Semifinalistas       | Semifinalistas       | Semifinalistas       | Semifinalistas       | Semifinalistas       | Semifinalistas       | Semifinalistas       | Semifinalistas       | Semifinalistas       | Semifinalistas       | Semifinalistas       | Semifinalistas       | Semifinalistas       | Semifinalistas       | Semifinalistas       | Semifinalistas       | Semifinalistas       | Semifinalistas       | Semifinalistas       | Semifinalistas       | Semifinalistas       | Semifinalistas       |                      |           |
| Carolina O.         | 23 |                      | 18                   | 23                   |                      |                      | 18                   | 9.ª Pareja Eliminada | 9.ª Pareja Eliminada | 9.ª Pareja Eliminada | 9.ª Pareja Eliminada | 9.ª Pareja Eliminada | 9.ª Pareja Eliminada | 9.ª Pareja Eliminada | 9.ª Pareja Eliminada | 9.ª Pareja Eliminada | 9.ª Pareja Eliminada | 9.ª Pareja Eliminada | 9.ª Pareja Eliminada | 9.ª Pareja Eliminada | 9.ª Pareja Eliminada | 9.ª Pareja Eliminada | 9.ª Pareja Eliminada | 9.ª Pareja Eliminada | 9.ª Pareja Eliminada | 9.ª Pareja Eliminada | 9.ª Pareja Eliminada | 9.ª Pareja Eliminada | 9.ª Pareja Eliminada | 9.ª Pareja Eliminada | 9.ª Pareja Eliminada | 9.ª Pareja Eliminada | 9.ª Pareja Eliminada | 9.ª Pareja Eliminada | 9.ª Pareja Eliminada | 9.ª Pareja Eliminada | 9.ª Pareja Eliminada | 9.ª Pareja Eliminada | 9.ª Pareja Eliminada | 9.ª Pareja Eliminada | 9.ª Pareja Eliminada | 9.ª Pareja Eliminada | 9.ª Pareja Eliminada | 9.ª Pareja Eliminada | 9.ª Pareja Eliminada | 9.ª Pareja Eliminada | 9.ª Pareja Eliminada | 9.ª Pareja Eliminada | 9.ª Pareja Eliminada | 9.ª Pareja Eliminada | 9.ª Pareja Eliminada | 9.ª Pareja Eliminada | 9.ª Pareja Eliminada | 9.ª Pareja Eliminada | 9.ª Pareja Eliminada | 9.ª Pareja Eliminada | 9.ª Pareja Eliminada | 9.ª Pareja Eliminada | 9.ª Pareja Eliminada | 9.ª Pareja Eliminada | 9.ª Pareja Eliminada |           |
| Faloon              | 20 |                      | 18                   |                      | 20                   |                      | A                    | 8.ª Pareja Eliminada | 8.ª Pareja Eliminada | 8.ª Pareja Eliminada | 8.ª Pareja Eliminada | 8.ª Pareja Eliminada | 8.ª Pareja Eliminada | 8.ª Pareja Eliminada | 8.ª Pareja Eliminada | 8.ª Pareja Eliminada | 8.ª Pareja Eliminada | 8.ª Pareja Eliminada | 8.ª Pareja Eliminada | 8.ª Pareja Eliminada | 8.ª Pareja Eliminada | 8.ª Pareja Eliminada | 8.ª Pareja Eliminada | 8.ª Pareja Eliminada | 8.ª Pareja Eliminada | 8.ª Pareja Eliminada | 8.ª Pareja Eliminada | 8.ª Pareja Eliminada | 8.ª Pareja Eliminada | 8.ª Pareja Eliminada | 8.ª Pareja Eliminada | 8.ª Pareja Eliminada | 8.ª Pareja Eliminada | 8.ª Pareja Eliminada | 8.ª Pareja Eliminada | 8.ª Pareja Eliminada | 8.ª Pareja Eliminada | 8.ª Pareja Eliminada | 8.ª Pareja Eliminada | 8.ª Pareja Eliminada | 8.ª Pareja Eliminada | 8.ª Pareja Eliminada | 8.ª Pareja Eliminada | 8.ª Pareja Eliminada | 8.ª Pareja Eliminada | 8.ª Pareja Eliminada | 8.ª Pareja Eliminada | 8.ª Pareja Eliminada | 8.ª Pareja Eliminada | 8.ª Pareja Eliminada | 8.ª Pareja Eliminada | 8.ª Pareja Eliminada | 8.ª Pareja Eliminada | 8.ª Pareja Eliminada | 8.ª Pareja Eliminada | 8.ª Pareja Eliminada | 8.ª Pareja Eliminada | 8.ª Pareja Eliminada | 8.ª Pareja Eliminada | 8.ª Pareja Eliminada | 8.ª Pareja Eliminada |           |
| Eyal                | 21 | 23                   |                      | 21                   |                      | 20                   | 7.ª Pareja Eliminada | 7.ª Pareja Eliminada | 7.ª Pareja Eliminada | 7.ª Pareja Eliminada | 7.ª Pareja Eliminada | 7.ª Pareja Eliminada | 7.ª Pareja Eliminada | 7.ª Pareja Eliminada | 7.ª Pareja Eliminada | 7.ª Pareja Eliminada | 7.ª Pareja Eliminada | 7.ª Pareja Eliminada | 7.ª Pareja Eliminada | 7.ª Pareja Eliminada | 7.ª Pareja Eliminada | 7.ª Pareja Eliminada | 7.ª Pareja Eliminada | 7.ª Pareja Eliminada | 7.ª Pareja Eliminada | 7.ª Pareja Eliminada | 7.ª Pareja Eliminada | 7.ª Pareja Eliminada | 7.ª Pareja Eliminada | 7.ª Pareja Eliminada | 7.ª Pareja Eliminada | 7.ª Pareja Eliminada | 7.ª Pareja Eliminada | 7.ª Pareja Eliminada | 7.ª Pareja Eliminada | 7.ª Pareja Eliminada | 7.ª Pareja Eliminada | 7.ª Pareja Eliminada | 7.ª Pareja Eliminada | 7.ª Pareja Eliminada | 7.ª Pareja Eliminada | 7.ª Pareja Eliminada | 7.ª Pareja Eliminada | 7.ª Pareja Eliminada | 7.ª Pareja Eliminada | 7.ª Pareja Eliminada | 7.ª Pareja Eliminada | 7.ª Pareja Eliminada | 7.ª Pareja Eliminada | 7.ª Pareja Eliminada | 7.ª Pareja Eliminada | 7.ª Pareja Eliminada | 7.ª Pareja Eliminada | 7.ª Pareja Eliminada | 7.ª Pareja Eliminada | 7.ª Pareja Eliminada | 7.ª Pareja Eliminada | 7.ª Pareja Eliminada | 7.ª Pareja Eliminada | 7.ª Pareja Eliminada |                      |           |
| Andrea              | 23 | 26                   |                      |                      | 20                   | 6.ª Pareja Eliminada | 6.ª Pareja Eliminada | 6.ª Pareja Eliminada | 6.ª Pareja Eliminada | 6.ª Pareja Eliminada | 6.ª Pareja Eliminada | 6.ª Pareja Eliminada | 6.ª Pareja Eliminada | 6.ª Pareja Eliminada | 6.ª Pareja Eliminada | 6.ª Pareja Eliminada | 6.ª Pareja Eliminada | 6.ª Pareja Eliminada | 6.ª Pareja Eliminada | 6.ª Pareja Eliminada | 6.ª Pareja Eliminada | 6.ª Pareja Eliminada | 6.ª Pareja Eliminada | 6.ª Pareja Eliminada | 6.ª Pareja Eliminada | 6.ª Pareja Eliminada | 6.ª Pareja Eliminada | 6.ª Pareja Eliminada | 6.ª Pareja Eliminada | 6.ª Pareja Eliminada | 6.ª Pareja Eliminada | 6.ª Pareja Eliminada | 6.ª Pareja Eliminada | 6.ª Pareja Eliminada | 6.ª Pareja Eliminada | 6.ª Pareja Eliminada | 6.ª Pareja Eliminada | 6.ª Pareja Eliminada | 6.ª Pareja Eliminada | 6.ª Pareja Eliminada | 6.ª Pareja Eliminada | 6.ª Pareja Eliminada | 6.ª Pareja Eliminada | 6.ª Pareja Eliminada | 6.ª Pareja Eliminada | 6.ª Pareja Eliminada | 6.ª Pareja Eliminada | 6.ª Pareja Eliminada | 6.ª Pareja Eliminada | 6.ª Pareja Eliminada | 6.ª Pareja Eliminada | 6.ª Pareja Eliminada | 6.ª Pareja Eliminada | 6.ª Pareja Eliminada | 6.ª Pareja Eliminada | 6.ª Pareja Eliminada | 6.ª Pareja Eliminada | 6.ª Pareja Eliminada | 6.ª Pareja Eliminada |                      |                      |           |
| Pamela              | 17 |                      | 17                   |                      | A                    | 3.er Abandono        | 3.er Abandono        | 3.er Abandono        | 3.er Abandono        | 3.er Abandono        | 3.er Abandono        | 3.er Abandono        | 3.er Abandono        | 3.er Abandono        | 3.er Abandono        | 3.er Abandono        | 3.er Abandono        | 3.er Abandono        | 3.er Abandono        | 3.er Abandono        | 3.er Abandono        | 3.er Abandono        | 3.er Abandono        | 3.er Abandono        | 3.er Abandono        | 3.er Abandono        | 3.er Abandono        | 3.er Abandono        | 3.er Abandono        | 3.er Abandono        | 3.er Abandono        | 3.er Abandono        | 3.er Abandono        | 3.er Abandono        | 3.er Abandono        | 3.er Abandono        | 3.er Abandono        | 3.er Abandono        | 3.er Abandono        | 3.er Abandono        | 3.er Abandono        | 3.er Abandono        | 3.er Abandono        | 3.er Abandono        | 3.er Abandono        | 3.er Abandono        | 3.er Abandono        | 3.er Abandono        | 3.er Abandono        | 3.er Abandono        | 3.er Abandono        | 3.er Abandono        | 3.er Abandono        | 3.er Abandono        | 3.er Abandono        | 3.er Abandono        | 3.er Abandono        |                      |                      |                      |                      |           |
| Carolina S.         | 18 | 18                   |                      | 16                   | 5.ª Pareja Eliminada | 5.ª Pareja Eliminada | 5.ª Pareja Eliminada | 5.ª Pareja Eliminada | 5.ª Pareja Eliminada | 5.ª Pareja Eliminada | 5.ª Pareja Eliminada | 5.ª Pareja Eliminada | 5.ª Pareja Eliminada | 5.ª Pareja Eliminada | 5.ª Pareja Eliminada | 5.ª Pareja Eliminada | 5.ª Pareja Eliminada | 5.ª Pareja Eliminada | 5.ª Pareja Eliminada | 5.ª Pareja Eliminada | 5.ª Pareja Eliminada | 5.ª Pareja Eliminada | 5.ª Pareja Eliminada | 5.ª Pareja Eliminada | 5.ª Pareja Eliminada | 5.ª Pareja Eliminada | 5.ª Pareja Eliminada | 5.ª Pareja Eliminada | 5.ª Pareja Eliminada | 5.ª Pareja Eliminada | 5.ª Pareja Eliminada | 5.ª Pareja Eliminada | 5.ª Pareja Eliminada | 5.ª Pareja Eliminada | 5.ª Pareja Eliminada | 5.ª Pareja Eliminada | 5.ª Pareja Eliminada | 5.ª Pareja Eliminada | 5.ª Pareja Eliminada | 5.ª Pareja Eliminada | 5.ª Pareja Eliminada | 5.ª Pareja Eliminada | 5.ª Pareja Eliminada | 5.ª Pareja Eliminada | 5.ª Pareja Eliminada | 5.ª Pareja Eliminada | 5.ª Pareja Eliminada | 5.ª Pareja Eliminada | 5.ª Pareja Eliminada | 5.ª Pareja Eliminada | 5.ª Pareja Eliminada | 5.ª Pareja Eliminada | 5.ª Pareja Eliminada | 5.ª Pareja Eliminada | 5.ª Pareja Eliminada | 5.ª Pareja Eliminada | 5.ª Pareja Eliminada | 5.ª Pareja Eliminada |                      |                      |                      |           |
| Koke                | 18 |                      | 15                   | 4.ª Pareja Eliminada | 4.ª Pareja Eliminada | 4.ª Pareja Eliminada | 4.ª Pareja Eliminada | 4.ª Pareja Eliminada | 4.ª Pareja Eliminada | 4.ª Pareja Eliminada | 4.ª Pareja Eliminada | 4.ª Pareja Eliminada | 4.ª Pareja Eliminada | 4.ª Pareja Eliminada | 4.ª Pareja Eliminada | 4.ª Pareja Eliminada | 4.ª Pareja Eliminada | 4.ª Pareja Eliminada | 4.ª Pareja Eliminada | 4.ª Pareja Eliminada | 4.ª Pareja Eliminada | 4.ª Pareja Eliminada | 4.ª Pareja Eliminada | 4.ª Pareja Eliminada | 4.ª Pareja Eliminada | 4.ª Pareja Eliminada | 4.ª Pareja Eliminada | 4.ª Pareja Eliminada | 4.ª Pareja Eliminada | 4.ª Pareja Eliminada | 4.ª Pareja Eliminada | 4.ª Pareja Eliminada | 4.ª Pareja Eliminada | 4.ª Pareja Eliminada | 4.ª Pareja Eliminada | 4.ª Pareja Eliminada | 4.ª Pareja Eliminada | 4.ª Pareja Eliminada | 4.ª Pareja Eliminada | 4.ª Pareja Eliminada | 4.ª Pareja Eliminada | 4.ª Pareja Eliminada | 4.ª Pareja Eliminada | 4.ª Pareja Eliminada | 4.ª Pareja Eliminada | 4.ª Pareja Eliminada | 4.ª Pareja Eliminada | 4.ª Pareja Eliminada | 4.ª Pareja Eliminada | 4.ª Pareja Eliminada | 4.ª Pareja Eliminada | 4.ª Pareja Eliminada | 4.ª Pareja Eliminada | 4.ª Pareja Eliminada | 4.ª Pareja Eliminada | 4.ª Pareja Eliminada | 4.ª Pareja Eliminada |                      |                      |                      |                      |           |
| Valentina           | 26 |                      | A                    | 2.º Abandono         | 2.º Abandono         | 2.º Abandono         | 2.º Abandono         | 2.º Abandono         | 2.º Abandono         | 2.º Abandono         | 2.º Abandono         | 2.º Abandono         | 2.º Abandono         | 2.º Abandono         | 2.º Abandono         | 2.º Abandono         | 2.º Abandono         | 2.º Abandono         | 2.º Abandono         | 2.º Abandono         | 2.º Abandono         | 2.º Abandono         | 2.º Abandono         | 2.º Abandono         | 2.º Abandono         | 2.º Abandono         | 2.º Abandono         | 2.º Abandono         | 2.º Abandono         | 2.º Abandono         | 2.º Abandono         | 2.º Abandono         | 2.º Abandono         | 2.º Abandono         | 2.º Abandono         | 2.º Abandono         | 2.º Abandono         | 2.º Abandono         | 2.º Abandono         | 2.º Abandono         | 2.º Abandono         | 2.º Abandono         | 2.º Abandono         | 2.º Abandono         | 2.º Abandono         | 2.º Abandono         | 2.º Abandono         | 2.º Abandono         | 2.º Abandono         | 2.º Abandono         | 2.º Abandono         | 2.º Abandono         | 2.º Abandono         | 2.º Abandono         | 2.º Abandono         |                      |                      |                      |                      |                      |                      |           |
| Bruno               | 20 | 23                   | 3.ª Pareja Eliminada | 3.ª Pareja Eliminada | 3.ª Pareja Eliminada | 3.ª Pareja Eliminada | 3.ª Pareja Eliminada | 3.ª Pareja Eliminada | 3.ª Pareja Eliminada | 3.ª Pareja Eliminada | 3.ª Pareja Eliminada | 3.ª Pareja Eliminada | 3.ª Pareja Eliminada | 3.ª Pareja Eliminada | 3.ª Pareja Eliminada | 3.ª Pareja Eliminada | 3.ª Pareja Eliminada | 3.ª Pareja Eliminada | 3.ª Pareja Eliminada | 3.ª Pareja Eliminada | 3.ª Pareja Eliminada | 3.ª Pareja Eliminada | 3.ª Pareja Eliminada | 3.ª Pareja Eliminada | 3.ª Pareja Eliminada | 3.ª Pareja Eliminada | 3.ª Pareja Eliminada | 3.ª Pareja Eliminada | 3.ª Pareja Eliminada | 3.ª Pareja Eliminada | 3.ª Pareja Eliminada | 3.ª Pareja Eliminada | 3.ª Pareja Eliminada | 3.ª Pareja Eliminada | 3.ª Pareja Eliminada | 3.ª Pareja Eliminada | 3.ª Pareja Eliminada | 3.ª Pareja Eliminada | 3.ª Pareja Eliminada | 3.ª Pareja Eliminada | 3.ª Pareja Eliminada | 3.ª Pareja Eliminada | 3.ª Pareja Eliminada | 3.ª Pareja Eliminada | 3.ª Pareja Eliminada | 3.ª Pareja Eliminada | 3.ª Pareja Eliminada | 3.ª Pareja Eliminada | 3.ª Pareja Eliminada | 3.ª Pareja Eliminada | 3.ª Pareja Eliminada | 3.ª Pareja Eliminada | 3.ª Pareja Eliminada | 3.ª Pareja Eliminada | 3.ª Pareja Eliminada | 3.ª Pareja Eliminada |                      |                      |                      |                      |                      |           |
| Catalina            | 13 | 16                   | 1.er Abandono        | 1.er Abandono        | 1.er Abandono        | 1.er Abandono        | 1.er Abandono        | 1.er Abandono        | 1.er Abandono        | 1.er Abandono        | 1.er Abandono        | 1.er Abandono        | 1.er Abandono        | 1.er Abandono        | 1.er Abandono        | 1.er Abandono        | 1.er Abandono        | 1.er Abandono        | 1.er Abandono        | 1.er Abandono        | 1.er Abandono        | 1.er Abandono        | 1.er Abandono        | 1.er Abandono        | 1.er Abandono        | 1.er Abandono        | 1.er Abandono        | 1.er Abandono        | 1.er Abandono        | 1.er Abandono        | 1.er Abandono        | 1.er Abandono        | 1.er Abandono        | 1.er Abandono        | 1.er Abandono        | 1.er Abandono        | 1.er Abandono        | 1.er Abandono        | 1.er Abandono        | 1.er Abandono        | 1.er Abandono        | 1.er Abandono        | 1.er Abandono        | 1.er Abandono        | 1.er Abandono        | 1.er Abandono        | 1.er Abandono        | 1.er Abandono        | 1.er Abandono        | 1.er Abandono        | 1.er Abandono        | 1.er Abandono        | 1.er Abandono        | 1.er Abandono        |                      |                      |                      |                      |                      |                      |                      |           |
| Rodrigo             | 16 | 2.ª Pareja Eliminada | 2.ª Pareja Eliminada | 2.ª Pareja Eliminada | 2.ª Pareja Eliminada | 2.ª Pareja Eliminada | 2.ª Pareja Eliminada | 2.ª Pareja Eliminada | 2.ª Pareja Eliminada | 2.ª Pareja Eliminada | 2.ª Pareja Eliminada | 2.ª Pareja Eliminada | 2.ª Pareja Eliminada | 2.ª Pareja Eliminada | 2.ª Pareja Eliminada | 2.ª Pareja Eliminada | 2.ª Pareja Eliminada | 2.ª Pareja Eliminada | 2.ª Pareja Eliminada | 2.ª Pareja Eliminada | 2.ª Pareja Eliminada | 2.ª Pareja Eliminada | 2.ª Pareja Eliminada | 2.ª Pareja Eliminada | 2.ª Pareja Eliminada | 2.ª Pareja Eliminada | 2.ª Pareja Eliminada | 2.ª Pareja Eliminada | 2.ª Pareja Eliminada | 2.ª Pareja Eliminada | 2.ª Pareja Eliminada | 2.ª Pareja Eliminada | 2.ª Pareja Eliminada | 2.ª Pareja Eliminada | 2.ª Pareja Eliminada | 2.ª Pareja Eliminada | 2.ª Pareja Eliminada | 2.ª Pareja Eliminada | 2.ª Pareja Eliminada | 2.ª Pareja Eliminada | 2.ª Pareja Eliminada | 2.ª Pareja Eliminada | 2.ª Pareja Eliminada | 2.ª Pareja Eliminada | 2.ª Pareja Eliminada | 2.ª Pareja Eliminada | 2.ª Pareja Eliminada | 2.ª Pareja Eliminada | 2.ª Pareja Eliminada | 2.ª Pareja Eliminada | 2.ª Pareja Eliminada | 2.ª Pareja Eliminada | 2.ª Pareja Eliminada | 2.ª Pareja Eliminada | 2.ª Pareja Eliminada |                      |                      |                      |                      |                      |                      |           |
| Amaya               | A  | 1.ª Pareja Eliminada | 1.ª Pareja Eliminada | 1.ª Pareja Eliminada | 1.ª Pareja Eliminada | 1.ª Pareja Eliminada | 1.ª Pareja Eliminada | 1.ª Pareja Eliminada | 1.ª Pareja Eliminada | 1.ª Pareja Eliminada | 1.ª Pareja Eliminada | 1.ª Pareja Eliminada | 1.ª Pareja Eliminada | 1.ª Pareja Eliminada | 1.ª Pareja Eliminada | 1.ª Pareja Eliminada | 1.ª Pareja Eliminada | 1.ª Pareja Eliminada | 1.ª Pareja Eliminada | 1.ª Pareja Eliminada | 1.ª Pareja Eliminada | 1.ª Pareja Eliminada | 1.ª Pareja Eliminada | 1.ª Pareja Eliminada | 1.ª Pareja Eliminada | 1.ª Pareja Eliminada | 1.ª Pareja Eliminada | 1.ª Pareja Eliminada | 1.ª Pareja Eliminada | 1.ª Pareja Eliminada | 1.ª Pareja Eliminada | 1.ª Pareja Eliminada | 1.ª Pareja Eliminada | 1.ª Pareja Eliminada | 1.ª Pareja Eliminada | 1.ª Pareja Eliminada | 1.ª Pareja Eliminada | 1.ª Pareja Eliminada | 1.ª Pareja Eliminada | 1.ª Pareja Eliminada | 1.ª Pareja Eliminada | 1.ª Pareja Eliminada | 1.ª Pareja Eliminada | 1.ª Pareja Eliminada | 1.ª Pareja Eliminada | 1.ª Pareja Eliminada | 1.ª Pareja Eliminada | 1.ª Pareja Eliminada | 1.ª Pareja Eliminada | 1.ª Pareja Eliminada | 1.ª Pareja Eliminada | 1.ª Pareja Eliminada | 1.ª Pareja Eliminada | 1.ª Pareja Eliminada | 1.ª Pareja Eliminada |                      |                      |                      |                      |                      |                      |           |

- A: Participante que no realiza su coreografía.
- En cursiva: Participante que inicialmente no estuvo nominado, pero que con posterioridad fue sentenciado por sus compañeros.
- El concursante perdió la jornada de clasificatorias, fue sentenciado y, posteriormente, obtuvo el puntaje más alto de la jornada de eliminación.
- El concursante perdió la jornada de clasificatorias, fue sentenciado y, posteriormente, salvado por el jurado antes del duelo de eliminación.
- El concursante perdió la jornada de clasificatorias, fue sentenciado y, posteriormente, salvado en última instancia en el duelo de eliminación.
- El concursante perdió la jornada de clasificatorias, fue sentenciado y, posteriormente, eliminado.
- El concursante abandona la competencia.

## Aquí se baila 3(2023)
- 26 de febrero de 2023[46]– 25 de julio de 2023.[47]

El 4 de enero de 2023, fue anunciada la tercera temporada del programa. Esta temporada mantendrá a Sergio Lagos como animador. En cuanto al jurado, tras la salida de Francisca García-Huidobro, el 23 de enero fue anunciada la incorporación del coreógrafo y celebridad argentina, Aníbal Pachano. En la misma línea, al día siguiente, fue confirmada la participación de Neilas Katinas como integrante del jurado, quien ya había ocupado ese rol en las dos temporadas anteriores. Por su parte, el 25 de enero fue confirmada la participación de Karen Connolly, quien nuevamente ocupará el rol de jueza en la temporada. La lista definitiva de participantes fue anunciada el viernes 10 de febrero. Además contó nuevamente con la participación de figuras internacionales, como es el caso de Emmanuel Torres, Lisandra Silva, Nicole Gaultier y Rocío Marengo. Asimismo, el certamen contó con tres parejas conformadas por famosos, a saber: Enrique Faúndez & Melissa Briones, Rocío Marengo & Francisco Solar, y Juan Francisco Matamala & Geraldine Muñoz.
La tercera temporada se estrenó a las 22:30 (UTC-3) del domingo 26, logrando un promedio de 8.7 puntos de rating, convirtiéndose en lo más visto del día.
El lema para esta temporada es "Talento por sobre la fama".

### Participantes
| Famoso                                                                   | Bailarín/a o Famoso                                   | Estado                | Ritmo                  | Sent. | Tiempo   | Ref.   |
| ------------------------------------------------------------------------ | ----------------------------------------------------- | --------------------- | ---------------------- | ----- | -------- | ------ |
| Fernanda Garcés Bailarina. Exparticipante de Talento rojo                | Rodrigo Canobra                                       | Campeones             | Ritmo Libre            | 4     | 149 días | [ 55 ] |
| Francini Amaral Bailarina e integrante de Axé Bahía                      | David Sáez                                            | 2.º Lugar             | Ritmo Libre            | 4     | 127 días | [ 55 ] |
| Enrique "Kike" Faúndez Ganador de Aquí se baila 1                        | Melissa Briones Ganadora de Aquí se baila 1           | 3.º Lugar             | Ritmo Libre            | 5     | 149 días | [ 55 ] |
| Emmanuel Torres Bailarín profesional                                     | Francisca Pemara Daniela Acevedo (Galas 1-3)          | 4.º Lugar             | Ritmo Libre            | 8     | 149 días | [ 55 ] |
| Chantal Gayoso Exparticipante de Aquí se baila 1                         | Matías Falcón Exparticipante de Aquí se baila 1 y 2   | Pareja Semifinalista  | Ritmo Libre            | 5     | 126 días | [ 59 ] |
| Zagala Salazar Campeona mundial de chachachá                             | Bastián Retamal Exparticipante de Aquí se baila 1 y 2 | 17.ª Pareja Eliminada | Homenaje               | 5     | 120 días | [ 61 ] |
| Jazmín "Jazz" Torres Subcampeona de Aquí se baila 1                      | Sebastián Vallejos                                    | 16.ª Pareja Eliminada | Ritmo Libre            | 3     | 62 días  | [ 63 ] |
| Jazmín "Jazz" Torres Subcampeona de Aquí se baila 1                      | Sebastián Vallejos                                    | 13.ª Pareja Eliminada | Música de Películas    | 3     | 62 días  | [ 64 ] |
| Tomás González Gimnasta olímpico                                         | Janisse Díaz                                          | 15.ª Pareja Eliminada | Segundas oportunidades | 2     | 135 días | [ 66 ] |
| Hernán Contreras Actor                                                   | Francisca Zepeda                                      | 14.ª Pareja Eliminada | Homenaje               | 4     | 128 días | [ 68 ] |
| Tatiana "Tati" Fernández Bailarina y tiktoker. Exparticipante de Rojo    | Diego Espinoza                                        | 4.° Abandono          | Música de Películas    | 6     | 121 días | [ 64 ] |
| Janis Pope Bailarina y ex chica reality                                  | Gianfranco Polidori                                   | 12.ª Pareja Eliminada | Baile a ciegas         | 6     | 96 días  | [ 71 ] |
| Janis Pope Bailarina y ex chica reality                                  | Felipe “Negro” Basáez                                 | 6.ª Pareja Eliminada  | Reggaeton              | 6     | 96 días  | [ 72 ] |
| Christell Exparticipante de Aquí se baila 1                              | Luciano Coppelli                                      | 11.ª Pareja Eliminada | Adagio                 | 5     | 108 días | [ 74 ] |
| Juan Francisco Matamala Bailarín. Exparticipante de Rojo                 | Geraldine Muñoz Bailarina. Exparticipante de Rojo     | 10.ª Pareja Eliminada | Baladas                | 5     | 101 días | [ 76 ] |
| Ingrid Parra Actriz                                                      | Francisco Solar                                       | 9.ª Pareja Eliminada  | Música de Películas    | 2     | 15 días  | [ 78 ] |
| Kika Silva Reina del Festival de Viña del Mar 2017                       | Marlon Fuentes                                        | 8.ª Pareja Eliminada  | Música de Películas    | 1     | 15 días  | [ 78 ] |
| Nicole Gaultier Transformista. Ex jurado de The Switch Drag Race         | Felipe Román                                          | 3.er Abandono         | Jive                   | 4     | 86 días  | [ 81 ] |
| Kurt Carrera Actor y comediante                                          | Yenima Muñoz                                          | 7.ª Pareja Eliminada  | Pasodoble              | 4     | 65 días  | [ 83 ] |
| Kurt Carrera Actor y comediante                                          | Yenima Muñoz                                          | 1.ª Pareja Eliminada  | Salsa                  | 4     | 65 días  | [ 84 ] |
| Claudio Moreno Bailarín, actor y comediante                              | Laura Vásquez                                         | 5.ª Pareja Eliminada  | Rock                   | 4     | 44 días  | [ 86 ] |
| Daniela Aránguiz Modelo. Exesposa de Jorge Valdivia                      | Darwin Ruz                                            | 2.º Abandono          | Merengue               | 0     | 1 día    | [ 88 ] |
| Nicole "Luli" Moreno Modelo fitness, fisicoculturista y ex chica reality | Pascual Acuña                                         | 4.ª Pareja Eliminada  | Merengue               | 1     | 36 días  | [ 90 ] |
| Lisandra Silva Ex chica reality y modelo                                 | Gianfranco Polidori                                   | 3.ª Pareja Eliminada  | Adagio                 | 2     | 23 días  | [ 92 ] |
| Rocío Marengo Modelo y chica reality                                     | Francisco Solar                                       | 2.ª Pareja Eliminada  | Música disco           | 2     | 15 días  | [ 94 ] |
| Paz Bascuñán Actriz                                                      | Francisco Chávez                                      | 1.er Abandono         | Salsa                  | 1     | 3 días   | [ 84 ] |

#### Repechaje
El día martes 16 de mayo se celebró una jornada especial de repechaje, en el que participaron exparticipantes eliminados con anterioridad y otros nuevos que se integraron especialmente en esta instancia. En la oportunidad participaron Claudio Moreno, Janis Pope y Lisandra Silva, quienes fueron eliminados durante la temporada. A ellos se unieron Jazmín Torres, Kika Silva, Ingrid Parra y Laura Bell, como nuevas integrantes del programa.
| Famoso               | Conocido por...                         | Puntajes | Puntajes | Puntajes | Puntajes | Resultado                |
| Famoso               | Conocido por...                         | NK       | KC       | AP       | Total    | Resultado                |
| -------------------- | --------------------------------------- | -------- | -------- | -------- | -------- | ------------------------ |
| Jazmín "Jazz" Torres | Subcampeona de Aquí se baila 1          | 8        | 10       | 9        | 27       | Ingresa a la competencia |
| Janis Pope           | Bailarina y ex chica reality            | 7        | 8        | 7        | 22       | Ingresa a la competencia |
| Kika Silva           | Reina del Festival de Viña del Mar 2017 | 7        | 7        | 7        | 21       | Ingresa a la competencia |
| Ingrid Parra         | Actriz                                  | 6        | 8        | 6        | 20       | Ingresa a la competencia |
| Laura Bell           | Exparticipante de The Switch Drag Race  | 6        | 7        | 7        | 20       | Eliminada                |
| Claudio Moreno       | Bailarín, actor y comediante            | 5        | 4        | 5        | 14       | Eliminado                |
| Lisandra Silva       | Ex chica reality y modelo               | 6        | 7        | 6        | 19       | Abandona                 |

### Tabla estadística
| Fernanda         | S          | S             | 29                   | 22                   | 20                   | S                    | 19                   | S                          | —                          | 29                         | 23                         | 28                         | 26                         | 29                         | 30                         | 27                         | S                          | 30                         | 29                           | 30                           | —                            | 9                            | 43.99%                       | Campeona                     | Campeona                     | Campeona                     | Campeona                     | Campeona                     | Campeona                     | Campeona                     | Campeona                     | Campeona                     | Campeona                     | Campeona                     | Campeona                     | Campeona                     | Campeona                     | Campeona                     | Campeona                     | Campeona                     | Campeona                     | Campeona                     | Campeona                     | Campeona                     | Campeona                     | Campeona                     | Campeona                     | Campeona                     | Campeona                     | Campeona                     | Campeona                     | Campeona                     | Campeona                     | Campeona                     | Campeona                     | Campeona                     | Campeona                     | Campeona                     | Campeona                     | Campeona                     | Campeona                     | Campeona                     | Campeona                     | Campeona                     | Campeona                     | Campeona                     | Campeona                     | Campeona                     | Campeona                     | Campeona                     | Campeona                     | Campeona                     | Campeona              | Campeona  | Campeona  |
| Francini         | No estaba  | No estaba     | S                    | 26                   | S                    | S                    | S                    | S                          | —                          | 29                         | 26                         | 26                         | 26                         | 22                         | 27                         | 30                         | 27                         | 22                         | 27                           | 29                           | —                            | 14                           | 36.67%                       | 2.º Lugar                    | 2.º Lugar                    | 2.º Lugar                    | 2.º Lugar                    | 2.º Lugar                    | 2.º Lugar                    | 2.º Lugar                    | 2.º Lugar                    | 2.º Lugar                    | 2.º Lugar                    | 2.º Lugar                    | 2.º Lugar                    | 2.º Lugar                    | 2.º Lugar                    | 2.º Lugar                    | 2.º Lugar                    | 2.º Lugar                    | 2.º Lugar                    | 2.º Lugar                    | 2.º Lugar                    | 2.º Lugar                    | 2.º Lugar                    | 2.º Lugar                    | 2.º Lugar                    | 2.º Lugar                    | 2.º Lugar                    | 2.º Lugar                    | 2.º Lugar                    | 2.º Lugar                    | 2.º Lugar                    | 2.º Lugar                    | 2.º Lugar                    | 2.º Lugar                    | 2.º Lugar                    | 2.º Lugar                    | 2.º Lugar                    | 2.º Lugar                    | 2.º Lugar                    | 2.º Lugar                    | 2.º Lugar                    | 2.º Lugar                    | 2.º Lugar                    | 2.º Lugar                    | 2.º Lugar                    | 2.º Lugar                    | 2.º Lugar                    | 2.º Lugar                    | 2.º Lugar                    | 2.º Lugar                    | 2.º Lugar             | 2.º Lugar | 2.º Lugar |
| Kike / Melissa   | S          | 26            | S                    | S                    | S                    | 26                   | S                    | 27                         | —                          | 28                         | 20                         | 28                         | 28                         | 29                         | 22                         | 27                         | S                          | 30                         | 30                           | 28                           | 11                           | 12                           | 19.34%                       | 3.º Lugar                    | 3.º Lugar                    | 3.º Lugar                    | 3.º Lugar                    | 3.º Lugar                    | 3.º Lugar                    | 3.º Lugar                    | 3.º Lugar                    | 3.º Lugar                    | 3.º Lugar                    | 3.º Lugar                    | 3.º Lugar                    | 3.º Lugar                    | 3.º Lugar                    | 3.º Lugar                    | 3.º Lugar                    | 3.º Lugar                    | 3.º Lugar                    | 3.º Lugar                    | 3.º Lugar                    | 3.º Lugar                    | 3.º Lugar                    | 3.º Lugar                    | 3.º Lugar                    | 3.º Lugar                    | 3.º Lugar                    | 3.º Lugar                    | 3.º Lugar                    | 3.º Lugar                    | 3.º Lugar                    | 3.º Lugar                    | 3.º Lugar                    | 3.º Lugar                    | 3.º Lugar                    | 3.º Lugar                    | 3.º Lugar                    | 3.º Lugar                    | 3.º Lugar                    | 3.º Lugar                    | 3.º Lugar                    | 3.º Lugar                    | 3.º Lugar                    | 3.º Lugar                    | 3.º Lugar                    | 3.º Lugar                    | 3.º Lugar                    | 3.º Lugar                    | 3.º Lugar                    | 3.º Lugar                    | 3.º Lugar             | 3.º Lugar | 3.º Lugar |
| Emmanuel         | S          | 3             | 21                   | S                    | 23                   | 23                   | 20                   | S                          | —                          | 22                         | 24                         | 21                         | 21                         | 24                         | 26                         | 21                         | 25                         | 23                         | 27                           | 27                           | 10                           | 7                            | 4.º Lugar                    | 4.º Lugar                    | 4.º Lugar                    | 4.º Lugar                    | 4.º Lugar                    | 4.º Lugar                    | 4.º Lugar                    | 4.º Lugar                    | 4.º Lugar                    | 4.º Lugar                    | 4.º Lugar                    | 4.º Lugar                    | 4.º Lugar                    | 4.º Lugar                    | 4.º Lugar                    | 4.º Lugar                    | 4.º Lugar                    | 4.º Lugar                    | 4.º Lugar                    | 4.º Lugar                    | 4.º Lugar                    | 4.º Lugar                    | 4.º Lugar                    | 4.º Lugar                    | 4.º Lugar                    | 4.º Lugar                    | 4.º Lugar                    | 4.º Lugar                    | 4.º Lugar                    | 4.º Lugar                    | 4.º Lugar                    | 4.º Lugar                    | 4.º Lugar                    | 4.º Lugar                    | 4.º Lugar                    | 4.º Lugar                    | 4.º Lugar                    | 4.º Lugar                    | 4.º Lugar                    | 4.º Lugar                    | 4.º Lugar                    | 4.º Lugar                    | 4.º Lugar                    | 4.º Lugar                    | 4.º Lugar                    | 4.º Lugar                    | 4.º Lugar                    | 4.º Lugar                    | 4.º Lugar                    | 4.º Lugar                    | 4.º Lugar             | 4.º Lugar |           |
| Chantal / Matías | No estaban | No estaban    | 22                   | 27                   | S                    | 24                   | 25                   | S                          | —                          | 26                         | 25                         | 27                         | 24                         | 25                         | 27                         | 24                         | S                          | 28                         | 24                           | 28                           | 8                            | Semifinalistas               | Semifinalistas               | Semifinalistas               | Semifinalistas               | Semifinalistas               | Semifinalistas               | Semifinalistas               | Semifinalistas               | Semifinalistas               | Semifinalistas               | Semifinalistas               | Semifinalistas               | Semifinalistas               | Semifinalistas               | Semifinalistas               | Semifinalistas               | Semifinalistas               | Semifinalistas               | Semifinalistas               | Semifinalistas               | Semifinalistas               | Semifinalistas               | Semifinalistas               | Semifinalistas               | Semifinalistas               | Semifinalistas               | Semifinalistas               | Semifinalistas               | Semifinalistas               | Semifinalistas               | Semifinalistas               | Semifinalistas               | Semifinalistas               | Semifinalistas               | Semifinalistas               | Semifinalistas               | Semifinalistas               | Semifinalistas               | Semifinalistas               | Semifinalistas               | Semifinalistas               | Semifinalistas               | Semifinalistas               | Semifinalistas               | Semifinalistas               | Semifinalistas               | Semifinalistas               | Semifinalistas               | Semifinalistas               | Semifinalistas               | Semifinalistas               | Semifinalistas        |           |           |
| Zagala / Bastián | No estaban | No estaban    | S                    | S                    | S                    | S                    | 28                   | 25                         | —                          | 27                         | 27                         | 27                         | 26                         | 27                         | 30                         | 20                         | 26                         | 24                         | 26                           | 17.ª Pareja Eliminada        | 17.ª Pareja Eliminada        | 17.ª Pareja Eliminada        | 17.ª Pareja Eliminada        | 17.ª Pareja Eliminada        | 17.ª Pareja Eliminada        | 17.ª Pareja Eliminada        | 17.ª Pareja Eliminada        | 17.ª Pareja Eliminada        | 17.ª Pareja Eliminada        | 17.ª Pareja Eliminada        | 17.ª Pareja Eliminada        | 17.ª Pareja Eliminada        | 17.ª Pareja Eliminada        | 17.ª Pareja Eliminada        | 17.ª Pareja Eliminada        | 17.ª Pareja Eliminada        | 17.ª Pareja Eliminada        | 17.ª Pareja Eliminada        | 17.ª Pareja Eliminada        | 17.ª Pareja Eliminada        | 17.ª Pareja Eliminada        | 17.ª Pareja Eliminada        | 17.ª Pareja Eliminada        | 17.ª Pareja Eliminada        | 17.ª Pareja Eliminada        | 17.ª Pareja Eliminada        | 17.ª Pareja Eliminada        | 17.ª Pareja Eliminada        | 17.ª Pareja Eliminada        | 17.ª Pareja Eliminada        | 17.ª Pareja Eliminada        | 17.ª Pareja Eliminada        | 17.ª Pareja Eliminada        | 17.ª Pareja Eliminada        | 17.ª Pareja Eliminada        | 17.ª Pareja Eliminada        | 17.ª Pareja Eliminada        | 17.ª Pareja Eliminada        | 17.ª Pareja Eliminada        | 17.ª Pareja Eliminada        | 17.ª Pareja Eliminada        | 17.ª Pareja Eliminada        | 17.ª Pareja Eliminada        | 17.ª Pareja Eliminada        | 17.ª Pareja Eliminada        | 17.ª Pareja Eliminada        | 17.ª Pareja Eliminada        | 17.ª Pareja Eliminada        | 17.ª Pareja Eliminada        | 17.ª Pareja Eliminada        | 17.ª Pareja Eliminada        | 17.ª Pareja Eliminada        | 17.ª Pareja Eliminada |           |           |
| Jazz             | No estaba  | No estaba     | No estaba            | No estaba            | No estaba            | No estaba            | No estaba            | No estaba                  | 27                         | 21                         | 26                         | 25                         | 27                         | 22                         | 18                         | 21                         | S                          | 20                         | 13.ª y 16.ª Pareja Eliminada | 13.ª y 16.ª Pareja Eliminada | 13.ª y 16.ª Pareja Eliminada | 13.ª y 16.ª Pareja Eliminada | 13.ª y 16.ª Pareja Eliminada | 13.ª y 16.ª Pareja Eliminada | 13.ª y 16.ª Pareja Eliminada | 13.ª y 16.ª Pareja Eliminada | 13.ª y 16.ª Pareja Eliminada | 13.ª y 16.ª Pareja Eliminada | 13.ª y 16.ª Pareja Eliminada | 13.ª y 16.ª Pareja Eliminada | 13.ª y 16.ª Pareja Eliminada | 13.ª y 16.ª Pareja Eliminada | 13.ª y 16.ª Pareja Eliminada | 13.ª y 16.ª Pareja Eliminada | 13.ª y 16.ª Pareja Eliminada | 13.ª y 16.ª Pareja Eliminada | 13.ª y 16.ª Pareja Eliminada | 13.ª y 16.ª Pareja Eliminada | 13.ª y 16.ª Pareja Eliminada | 13.ª y 16.ª Pareja Eliminada | 13.ª y 16.ª Pareja Eliminada | 13.ª y 16.ª Pareja Eliminada | 13.ª y 16.ª Pareja Eliminada | 13.ª y 16.ª Pareja Eliminada | 13.ª y 16.ª Pareja Eliminada | 13.ª y 16.ª Pareja Eliminada | 13.ª y 16.ª Pareja Eliminada | 13.ª y 16.ª Pareja Eliminada | 13.ª y 16.ª Pareja Eliminada | 13.ª y 16.ª Pareja Eliminada | 13.ª y 16.ª Pareja Eliminada | 13.ª y 16.ª Pareja Eliminada | 13.ª y 16.ª Pareja Eliminada | 13.ª y 16.ª Pareja Eliminada | 13.ª y 16.ª Pareja Eliminada | 13.ª y 16.ª Pareja Eliminada | 13.ª y 16.ª Pareja Eliminada | 13.ª y 16.ª Pareja Eliminada | 13.ª y 16.ª Pareja Eliminada | 13.ª y 16.ª Pareja Eliminada | 13.ª y 16.ª Pareja Eliminada | 13.ª y 16.ª Pareja Eliminada | 13.ª y 16.ª Pareja Eliminada | 13.ª y 16.ª Pareja Eliminada | 13.ª y 16.ª Pareja Eliminada | 13.ª y 16.ª Pareja Eliminada | 13.ª y 16.ª Pareja Eliminada | 13.ª y 16.ª Pareja Eliminada | 13.ª y 16.ª Pareja Eliminada | 13.ª y 16.ª Pareja Eliminada | 13.ª y 16.ª Pareja Eliminada | 13.ª y 16.ª Pareja Eliminada |                       |           |           |
| Tomás            | 25         | S             | S                    | S                    | S                    | S                    | S                    | S                          | —                          | 27                         | 24                         | 23                         | 26                         | 26                         | 26                         | 28                         | 25                         | 15.ª Pareja Eliminada      | 15.ª Pareja Eliminada        | 15.ª Pareja Eliminada        | 15.ª Pareja Eliminada        | 15.ª Pareja Eliminada        | 15.ª Pareja Eliminada        | 15.ª Pareja Eliminada        | 15.ª Pareja Eliminada        | 15.ª Pareja Eliminada        | 15.ª Pareja Eliminada        | 15.ª Pareja Eliminada        | 15.ª Pareja Eliminada        | 15.ª Pareja Eliminada        | 15.ª Pareja Eliminada        | 15.ª Pareja Eliminada        | 15.ª Pareja Eliminada        | 15.ª Pareja Eliminada        | 15.ª Pareja Eliminada        | 15.ª Pareja Eliminada        | 15.ª Pareja Eliminada        | 15.ª Pareja Eliminada        | 15.ª Pareja Eliminada        | 15.ª Pareja Eliminada        | 15.ª Pareja Eliminada        | 15.ª Pareja Eliminada        | 15.ª Pareja Eliminada        | 15.ª Pareja Eliminada        | 15.ª Pareja Eliminada        | 15.ª Pareja Eliminada        | 15.ª Pareja Eliminada        | 15.ª Pareja Eliminada        | 15.ª Pareja Eliminada        | 15.ª Pareja Eliminada        | 15.ª Pareja Eliminada        | 15.ª Pareja Eliminada        | 15.ª Pareja Eliminada        | 15.ª Pareja Eliminada        | 15.ª Pareja Eliminada        | 15.ª Pareja Eliminada        | 15.ª Pareja Eliminada        | 15.ª Pareja Eliminada        | 15.ª Pareja Eliminada        | 15.ª Pareja Eliminada        | 15.ª Pareja Eliminada        | 15.ª Pareja Eliminada        | 15.ª Pareja Eliminada        | 15.ª Pareja Eliminada        | 15.ª Pareja Eliminada        | 15.ª Pareja Eliminada        | 15.ª Pareja Eliminada        | 15.ª Pareja Eliminada        | 15.ª Pareja Eliminada        | 15.ª Pareja Eliminada        | 15.ª Pareja Eliminada        |                              |                       |           |           |
| Hernán           | S          | 22            | 22                   | S                    | S                    | S                    | S                    | S                          | —                          | 24                         | 23                         | 29                         | 21                         | 24                         | 23                         | 19                         | 14.ª Pareja Eliminada      | 14.ª Pareja Eliminada      | 14.ª Pareja Eliminada        | 14.ª Pareja Eliminada        | 14.ª Pareja Eliminada        | 14.ª Pareja Eliminada        | 14.ª Pareja Eliminada        | 14.ª Pareja Eliminada        | 14.ª Pareja Eliminada        | 14.ª Pareja Eliminada        | 14.ª Pareja Eliminada        | 14.ª Pareja Eliminada        | 14.ª Pareja Eliminada        | 14.ª Pareja Eliminada        | 14.ª Pareja Eliminada        | 14.ª Pareja Eliminada        | 14.ª Pareja Eliminada        | 14.ª Pareja Eliminada        | 14.ª Pareja Eliminada        | 14.ª Pareja Eliminada        | 14.ª Pareja Eliminada        | 14.ª Pareja Eliminada        | 14.ª Pareja Eliminada        | 14.ª Pareja Eliminada        | 14.ª Pareja Eliminada        | 14.ª Pareja Eliminada        | 14.ª Pareja Eliminada        | 14.ª Pareja Eliminada        | 14.ª Pareja Eliminada        | 14.ª Pareja Eliminada        | 14.ª Pareja Eliminada        | 14.ª Pareja Eliminada        | 14.ª Pareja Eliminada        | 14.ª Pareja Eliminada        | 14.ª Pareja Eliminada        | 14.ª Pareja Eliminada        | 14.ª Pareja Eliminada        | 14.ª Pareja Eliminada        | 14.ª Pareja Eliminada        | 14.ª Pareja Eliminada        | 14.ª Pareja Eliminada        | 14.ª Pareja Eliminada        | 14.ª Pareja Eliminada        | 14.ª Pareja Eliminada        | 14.ª Pareja Eliminada        | 14.ª Pareja Eliminada        | 14.ª Pareja Eliminada        | 14.ª Pareja Eliminada        | 14.ª Pareja Eliminada        | 14.ª Pareja Eliminada        | 14.ª Pareja Eliminada        | 14.ª Pareja Eliminada        | 14.ª Pareja Eliminada        | 14.ª Pareja Eliminada        |                              |                              |                       |           |           |
| Tati             | 24         | S             | S                    | S                    | 22                   | 24                   | 21                   | 23                         | —                          | 26                         | A                          | 29                         | 26                         | 22                         | A                          | 4.º Abandono               | 4.º Abandono               | 4.º Abandono               | 4.º Abandono                 | 4.º Abandono                 | 4.º Abandono                 | 4.º Abandono                 | 4.º Abandono                 | 4.º Abandono                 | 4.º Abandono                 | 4.º Abandono                 | 4.º Abandono                 | 4.º Abandono                 | 4.º Abandono                 | 4.º Abandono                 | 4.º Abandono                 | 4.º Abandono                 | 4.º Abandono                 | 4.º Abandono                 | 4.º Abandono                 | 4.º Abandono                 | 4.º Abandono                 | 4.º Abandono                 | 4.º Abandono                 | 4.º Abandono                 | 4.º Abandono                 | 4.º Abandono                 | 4.º Abandono                 | 4.º Abandono                 | 4.º Abandono                 | 4.º Abandono                 | 4.º Abandono                 | 4.º Abandono                 | 4.º Abandono                 | 4.º Abandono                 | 4.º Abandono                 | 4.º Abandono                 | 4.º Abandono                 | 4.º Abandono                 | 4.º Abandono                 | 4.º Abandono                 | 4.º Abandono                 | 4.º Abandono                 | 4.º Abandono                 | 4.º Abandono                 | 4.º Abandono                 | 4.º Abandono                 | 4.º Abandono                 | 4.º Abandono                 | 4.º Abandono                 | 4.º Abandono                 | 4.º Abandono                 |                              |                              |                              |                              |                              |                       |           |           |
| Janis            | 21         | S             | 22                   | 21                   | 15                   | 16                   | 6.ª Pareja Elim.     | 6.ª Pareja Elim.           | 22                         | 28                         | 27                         | 24                         | 28                         | 16                         | 12.ª Pareja Eliminada      | 12.ª Pareja Eliminada      | 12.ª Pareja Eliminada      | 12.ª Pareja Eliminada      | 12.ª Pareja Eliminada        | 12.ª Pareja Eliminada        | 12.ª Pareja Eliminada        | 12.ª Pareja Eliminada        | 12.ª Pareja Eliminada        | 12.ª Pareja Eliminada        | 12.ª Pareja Eliminada        | 12.ª Pareja Eliminada        | 12.ª Pareja Eliminada        | 12.ª Pareja Eliminada        | 12.ª Pareja Eliminada        | 12.ª Pareja Eliminada        | 12.ª Pareja Eliminada        | 12.ª Pareja Eliminada        | 12.ª Pareja Eliminada        | 12.ª Pareja Eliminada        | 12.ª Pareja Eliminada        | 12.ª Pareja Eliminada        | 12.ª Pareja Eliminada        | 12.ª Pareja Eliminada        | 12.ª Pareja Eliminada        | 12.ª Pareja Eliminada        | 12.ª Pareja Eliminada        | 12.ª Pareja Eliminada        | 12.ª Pareja Eliminada        | 12.ª Pareja Eliminada        | 12.ª Pareja Eliminada        | 12.ª Pareja Eliminada        | 12.ª Pareja Eliminada        | 12.ª Pareja Eliminada        | 12.ª Pareja Eliminada        | 12.ª Pareja Eliminada        | 12.ª Pareja Eliminada        | 12.ª Pareja Eliminada        | 12.ª Pareja Eliminada        | 12.ª Pareja Eliminada        | 12.ª Pareja Eliminada        | 12.ª Pareja Eliminada        | 12.ª Pareja Eliminada        | 12.ª Pareja Eliminada        | 12.ª Pareja Eliminada        | 12.ª Pareja Eliminada        | 12.ª Pareja Eliminada        | 12.ª Pareja Eliminada        | 12.ª Pareja Eliminada        | 12.ª Pareja Eliminada        | 12.ª Pareja Eliminada        | 12.ª Pareja Eliminada        | 12.ª Pareja Eliminada        | 12.ª Pareja Eliminada        |                              |                              |                              |                              |                       |           |           |
| Christell        | S          | S             | S                    | 22                   | 19                   | S                    | S                    | 19                         | —                          | 21                         | 20                         | 24                         | 18                         | 11.ª Pareja Eliminada      | 11.ª Pareja Eliminada      | 11.ª Pareja Eliminada      | 11.ª Pareja Eliminada      | 11.ª Pareja Eliminada      | 11.ª Pareja Eliminada        | 11.ª Pareja Eliminada        | 11.ª Pareja Eliminada        | 11.ª Pareja Eliminada        | 11.ª Pareja Eliminada        | 11.ª Pareja Eliminada        | 11.ª Pareja Eliminada        | 11.ª Pareja Eliminada        | 11.ª Pareja Eliminada        | 11.ª Pareja Eliminada        | 11.ª Pareja Eliminada        | 11.ª Pareja Eliminada        | 11.ª Pareja Eliminada        | 11.ª Pareja Eliminada        | 11.ª Pareja Eliminada        | 11.ª Pareja Eliminada        | 11.ª Pareja Eliminada        | 11.ª Pareja Eliminada        | 11.ª Pareja Eliminada        | 11.ª Pareja Eliminada        | 11.ª Pareja Eliminada        | 11.ª Pareja Eliminada        | 11.ª Pareja Eliminada        | 11.ª Pareja Eliminada        | 11.ª Pareja Eliminada        | 11.ª Pareja Eliminada        | 11.ª Pareja Eliminada        | 11.ª Pareja Eliminada        | 11.ª Pareja Eliminada        | 11.ª Pareja Eliminada        | 11.ª Pareja Eliminada        | 11.ª Pareja Eliminada        | 11.ª Pareja Eliminada        | 11.ª Pareja Eliminada        | 11.ª Pareja Eliminada        | 11.ª Pareja Eliminada        | 11.ª Pareja Eliminada        | 11.ª Pareja Eliminada        | 11.ª Pareja Eliminada        | 11.ª Pareja Eliminada        | 11.ª Pareja Eliminada        | 11.ª Pareja Eliminada        | 11.ª Pareja Eliminada        | 11.ª Pareja Eliminada        | 11.ª Pareja Eliminada        | 11.ª Pareja Eliminada        | 11.ª Pareja Eliminada        | 11.ª Pareja Eliminada        | 11.ª Pareja Eliminada        |                              |                              |                              |                              |                              |                       |           |           |
| Juan / Geraldine | S          | S             | 21                   | 27                   | S                    | 23                   | S                    | 27                         | —                          | 29                         | 25                         | 22                         | 10.ª Pareja Eliminada      | 10.ª Pareja Eliminada      | 10.ª Pareja Eliminada      | 10.ª Pareja Eliminada      | 10.ª Pareja Eliminada      | 10.ª Pareja Eliminada      | 10.ª Pareja Eliminada        | 10.ª Pareja Eliminada        | 10.ª Pareja Eliminada        | 10.ª Pareja Eliminada        | 10.ª Pareja Eliminada        | 10.ª Pareja Eliminada        | 10.ª Pareja Eliminada        | 10.ª Pareja Eliminada        | 10.ª Pareja Eliminada        | 10.ª Pareja Eliminada        | 10.ª Pareja Eliminada        | 10.ª Pareja Eliminada        | 10.ª Pareja Eliminada        | 10.ª Pareja Eliminada        | 10.ª Pareja Eliminada        | 10.ª Pareja Eliminada        | 10.ª Pareja Eliminada        | 10.ª Pareja Eliminada        | 10.ª Pareja Eliminada        | 10.ª Pareja Eliminada        | 10.ª Pareja Eliminada        | 10.ª Pareja Eliminada        | 10.ª Pareja Eliminada        | 10.ª Pareja Eliminada        | 10.ª Pareja Eliminada        | 10.ª Pareja Eliminada        | 10.ª Pareja Eliminada        | 10.ª Pareja Eliminada        | 10.ª Pareja Eliminada        | 10.ª Pareja Eliminada        | 10.ª Pareja Eliminada        | 10.ª Pareja Eliminada        | 10.ª Pareja Eliminada        | 10.ª Pareja Eliminada        | 10.ª Pareja Eliminada        | 10.ª Pareja Eliminada        | 10.ª Pareja Eliminada        | 10.ª Pareja Eliminada        | 10.ª Pareja Eliminada        | 10.ª Pareja Eliminada        | 10.ª Pareja Eliminada        | 10.ª Pareja Eliminada        | 10.ª Pareja Eliminada        | 10.ª Pareja Eliminada        | 10.ª Pareja Eliminada        | 10.ª Pareja Eliminada        | 10.ª Pareja Eliminada        | 10.ª Pareja Eliminada        |                              |                              |                              |                              |                              |                              |                       |           |           |
| Ingrid           | No estaba  | No estaba     | No estaba            | No estaba            | No estaba            | No estaba            | No estaba            | No estaba                  | 20                         | 20                         | 16                         | 9.ª Pareja Eliminada       | 9.ª Pareja Eliminada       | 9.ª Pareja Eliminada       | 9.ª Pareja Eliminada       | 9.ª Pareja Eliminada       | 9.ª Pareja Eliminada       | 9.ª Pareja Eliminada       | 9.ª Pareja Eliminada         | 9.ª Pareja Eliminada         | 9.ª Pareja Eliminada         | 9.ª Pareja Eliminada         | 9.ª Pareja Eliminada         | 9.ª Pareja Eliminada         | 9.ª Pareja Eliminada         | 9.ª Pareja Eliminada         | 9.ª Pareja Eliminada         | 9.ª Pareja Eliminada         | 9.ª Pareja Eliminada         | 9.ª Pareja Eliminada         | 9.ª Pareja Eliminada         | 9.ª Pareja Eliminada         | 9.ª Pareja Eliminada         | 9.ª Pareja Eliminada         | 9.ª Pareja Eliminada         | 9.ª Pareja Eliminada         | 9.ª Pareja Eliminada         | 9.ª Pareja Eliminada         | 9.ª Pareja Eliminada         | 9.ª Pareja Eliminada         | 9.ª Pareja Eliminada         | 9.ª Pareja Eliminada         | 9.ª Pareja Eliminada         | 9.ª Pareja Eliminada         | 9.ª Pareja Eliminada         | 9.ª Pareja Eliminada         | 9.ª Pareja Eliminada         | 9.ª Pareja Eliminada         | 9.ª Pareja Eliminada         | 9.ª Pareja Eliminada         | 9.ª Pareja Eliminada         | 9.ª Pareja Eliminada         | 9.ª Pareja Eliminada         | 9.ª Pareja Eliminada         | 9.ª Pareja Eliminada         | 9.ª Pareja Eliminada         | 9.ª Pareja Eliminada         | 9.ª Pareja Eliminada         | 9.ª Pareja Eliminada         | 9.ª Pareja Eliminada         | 9.ª Pareja Eliminada         | 9.ª Pareja Eliminada         | 9.ª Pareja Eliminada         | 9.ª Pareja Eliminada         | 9.ª Pareja Eliminada         |                              |                              |                              |                              |                              |                              |                              |                       |           |           |
| Kika             | No estaba  | No estaba     | No estaba            | No estaba            | No estaba            | No estaba            | No estaba            | No estaba                  | 21                         | 19                         | A                          | 8.ª Pareja Eliminada       | 8.ª Pareja Eliminada       | 8.ª Pareja Eliminada       | 8.ª Pareja Eliminada       | 8.ª Pareja Eliminada       | 8.ª Pareja Eliminada       | 8.ª Pareja Eliminada       | 8.ª Pareja Eliminada         | 8.ª Pareja Eliminada         | 8.ª Pareja Eliminada         | 8.ª Pareja Eliminada         | 8.ª Pareja Eliminada         | 8.ª Pareja Eliminada         | 8.ª Pareja Eliminada         | 8.ª Pareja Eliminada         | 8.ª Pareja Eliminada         | 8.ª Pareja Eliminada         | 8.ª Pareja Eliminada         | 8.ª Pareja Eliminada         | 8.ª Pareja Eliminada         | 8.ª Pareja Eliminada         | 8.ª Pareja Eliminada         | 8.ª Pareja Eliminada         | 8.ª Pareja Eliminada         | 8.ª Pareja Eliminada         | 8.ª Pareja Eliminada         | 8.ª Pareja Eliminada         | 8.ª Pareja Eliminada         | 8.ª Pareja Eliminada         | 8.ª Pareja Eliminada         | 8.ª Pareja Eliminada         | 8.ª Pareja Eliminada         | 8.ª Pareja Eliminada         | 8.ª Pareja Eliminada         | 8.ª Pareja Eliminada         | 8.ª Pareja Eliminada         | 8.ª Pareja Eliminada         | 8.ª Pareja Eliminada         | 8.ª Pareja Eliminada         | 8.ª Pareja Eliminada         | 8.ª Pareja Eliminada         | 8.ª Pareja Eliminada         | 8.ª Pareja Eliminada         | 8.ª Pareja Eliminada         | 8.ª Pareja Eliminada         | 8.ª Pareja Eliminada         | 8.ª Pareja Eliminada         | 8.ª Pareja Eliminada         | 8.ª Pareja Eliminada         | 8.ª Pareja Eliminada         | 8.ª Pareja Eliminada         | 8.ª Pareja Eliminada         | 8.ª Pareja Eliminada         | 8.ª Pareja Eliminada         |                              |                              |                              |                              |                              |                              |                              |                       |           |           |
| Nicole           | S          | 20            | S                    | S                    | 20                   | S                    | S                    | A                          | —                          | 20                         | 3.er Abandono              | 3.er Abandono              | 3.er Abandono              | 3.er Abandono              | 3.er Abandono              | 3.er Abandono              | 3.er Abandono              | 3.er Abandono              | 3.er Abandono                | 3.er Abandono                | 3.er Abandono                | 3.er Abandono                | 3.er Abandono                | 3.er Abandono                | 3.er Abandono                | 3.er Abandono                | 3.er Abandono                | 3.er Abandono                | 3.er Abandono                | 3.er Abandono                | 3.er Abandono                | 3.er Abandono                | 3.er Abandono                | 3.er Abandono                | 3.er Abandono                | 3.er Abandono                | 3.er Abandono                | 3.er Abandono                | 3.er Abandono                | 3.er Abandono                | 3.er Abandono                | 3.er Abandono                | 3.er Abandono                | 3.er Abandono                | 3.er Abandono                | 3.er Abandono                | 3.er Abandono                | 3.er Abandono                | 3.er Abandono                | 3.er Abandono                | 3.er Abandono                | 3.er Abandono                | 3.er Abandono                | 3.er Abandono                | 3.er Abandono                | 3.er Abandono                | 3.er Abandono                | 3.er Abandono                | 3.er Abandono                | 3.er Abandono                | 3.er Abandono                | 3.er Abandono                |                              |                              |                              |                              |                              |                              |                              |                              |                              |                              |                       |           |           |
| Kurt             | 13         | 15            | S                    | A                    | S                    | 20                   | 16                   | 1.ª y 7.ª Pareja Eliminada | 1.ª y 7.ª Pareja Eliminada | 1.ª y 7.ª Pareja Eliminada | 1.ª y 7.ª Pareja Eliminada | 1.ª y 7.ª Pareja Eliminada | 1.ª y 7.ª Pareja Eliminada | 1.ª y 7.ª Pareja Eliminada | 1.ª y 7.ª Pareja Eliminada | 1.ª y 7.ª Pareja Eliminada | 1.ª y 7.ª Pareja Eliminada | 1.ª y 7.ª Pareja Eliminada | 1.ª y 7.ª Pareja Eliminada   | 1.ª y 7.ª Pareja Eliminada   | 1.ª y 7.ª Pareja Eliminada   | 1.ª y 7.ª Pareja Eliminada   | 1.ª y 7.ª Pareja Eliminada   | 1.ª y 7.ª Pareja Eliminada   | 1.ª y 7.ª Pareja Eliminada   | 1.ª y 7.ª Pareja Eliminada   | 1.ª y 7.ª Pareja Eliminada   | 1.ª y 7.ª Pareja Eliminada   | 1.ª y 7.ª Pareja Eliminada   | 1.ª y 7.ª Pareja Eliminada   | 1.ª y 7.ª Pareja Eliminada   | 1.ª y 7.ª Pareja Eliminada   | 1.ª y 7.ª Pareja Eliminada   | 1.ª y 7.ª Pareja Eliminada   | 1.ª y 7.ª Pareja Eliminada   | 1.ª y 7.ª Pareja Eliminada   | 1.ª y 7.ª Pareja Eliminada   | 1.ª y 7.ª Pareja Eliminada   | 1.ª y 7.ª Pareja Eliminada   | 1.ª y 7.ª Pareja Eliminada   | 1.ª y 7.ª Pareja Eliminada   | 1.ª y 7.ª Pareja Eliminada   | 1.ª y 7.ª Pareja Eliminada   | 1.ª y 7.ª Pareja Eliminada   | 1.ª y 7.ª Pareja Eliminada   | 1.ª y 7.ª Pareja Eliminada   | 1.ª y 7.ª Pareja Eliminada   | 1.ª y 7.ª Pareja Eliminada   | 1.ª y 7.ª Pareja Eliminada   | 1.ª y 7.ª Pareja Eliminada   | 1.ª y 7.ª Pareja Eliminada   | 1.ª y 7.ª Pareja Eliminada   | 1.ª y 7.ª Pareja Eliminada   | 1.ª y 7.ª Pareja Eliminada   | 1.ª y 7.ª Pareja Eliminada   | 1.ª y 7.ª Pareja Eliminada   | 1.ª y 7.ª Pareja Eliminada   | 1.ª y 7.ª Pareja Eliminada   | 1.ª y 7.ª Pareja Eliminada   | 1.ª y 7.ª Pareja Eliminada   | 1.ª y 7.ª Pareja Eliminada   |                              |                              |                              |                              |                              |                              |                              |                              |                              |                              |                              |                       |           |           |
| Claudio          | 19         | 22            | 19                   | S                    | 14                   | 5.ª Pareja Eliminada | 5.ª Pareja Eliminada | 5.ª Pareja Eliminada       | 5.ª Pareja Eliminada       | 5.ª Pareja Eliminada       | 5.ª Pareja Eliminada       | 5.ª Pareja Eliminada       | 5.ª Pareja Eliminada       | 5.ª Pareja Eliminada       | 5.ª Pareja Eliminada       | 5.ª Pareja Eliminada       | 5.ª Pareja Eliminada       | 5.ª Pareja Eliminada       | 5.ª Pareja Eliminada         | 5.ª Pareja Eliminada         | 5.ª Pareja Eliminada         | 5.ª Pareja Eliminada         | 5.ª Pareja Eliminada         | 5.ª Pareja Eliminada         | 5.ª Pareja Eliminada         | 5.ª Pareja Eliminada         | 5.ª Pareja Eliminada         | 5.ª Pareja Eliminada         | 5.ª Pareja Eliminada         | 5.ª Pareja Eliminada         | 5.ª Pareja Eliminada         | 5.ª Pareja Eliminada         | 5.ª Pareja Eliminada         | 5.ª Pareja Eliminada         | 5.ª Pareja Eliminada         |                              |                              |                              |                              |                              |                              |                              |                              |                              |                              |                              |                              |                              |                              |                              |                              |                              |                              |                              |                              |                              |                              |                              |                              |                              |                              |                              |                              |                              |                              |                              |                              |                              |                              |                              |                              |                              |                       |           |           |
| Daniela          | No estaba  | No estaba     | No estaba            | No estaba            | A                    | 2.º Abandono         | 2.º Abandono         | 2.º Abandono               | 2.º Abandono               | 2.º Abandono               | 2.º Abandono               | 2.º Abandono               | 2.º Abandono               | 2.º Abandono               | 2.º Abandono               | 2.º Abandono               | 2.º Abandono               | 2.º Abandono               | 2.º Abandono                 | 2.º Abandono                 | 2.º Abandono                 | 2.º Abandono                 | 2.º Abandono                 | 2.º Abandono                 | 2.º Abandono                 | 2.º Abandono                 | 2.º Abandono                 | 2.º Abandono                 | 2.º Abandono                 | 2.º Abandono                 | 2.º Abandono                 | 2.º Abandono                 | 2.º Abandono                 | 2.º Abandono                 | 2.º Abandono                 | 2.º Abandono                 | 2.º Abandono                 | 2.º Abandono                 | 2.º Abandono                 | 2.º Abandono                 | 2.º Abandono                 | 2.º Abandono                 | 2.º Abandono                 | 2.º Abandono                 | 2.º Abandono                 | 2.º Abandono                 | 2.º Abandono                 | 2.º Abandono                 | 2.º Abandono                 | 2.º Abandono                 | 2.º Abandono                 | 2.º Abandono                 | 2.º Abandono                 | 2.º Abandono                 | 2.º Abandono                 | 2.º Abandono                 | 2.º Abandono                 |                              |                              |                              |                              |                              |                              |                              |                              |                              |                              |                              |                              |                              |                              |                              |                       |           |           |
| Luli             | S          | S             | S                    | 17                   | 4.ª Pareja Eliminada | 4.ª Pareja Eliminada | 4.ª Pareja Eliminada | 4.ª Pareja Eliminada       | 4.ª Pareja Eliminada       | 4.ª Pareja Eliminada       | 4.ª Pareja Eliminada       | 4.ª Pareja Eliminada       | 4.ª Pareja Eliminada       | 4.ª Pareja Eliminada       | 4.ª Pareja Eliminada       | 4.ª Pareja Eliminada       | 4.ª Pareja Eliminada       | 4.ª Pareja Eliminada       | 4.ª Pareja Eliminada         | 4.ª Pareja Eliminada         | 4.ª Pareja Eliminada         | 4.ª Pareja Eliminada         | 4.ª Pareja Eliminada         | 4.ª Pareja Eliminada         | 4.ª Pareja Eliminada         | 4.ª Pareja Eliminada         | 4.ª Pareja Eliminada         | 4.ª Pareja Eliminada         | 4.ª Pareja Eliminada         | 4.ª Pareja Eliminada         | 4.ª Pareja Eliminada         | 4.ª Pareja Eliminada         | 4.ª Pareja Eliminada         | 4.ª Pareja Eliminada         | 4.ª Pareja Eliminada         | 4.ª Pareja Eliminada         | 4.ª Pareja Eliminada         | 4.ª Pareja Eliminada         | 4.ª Pareja Eliminada         | 4.ª Pareja Eliminada         | 4.ª Pareja Eliminada         | 4.ª Pareja Eliminada         | 4.ª Pareja Eliminada         | 4.ª Pareja Eliminada         | 4.ª Pareja Eliminada         | 4.ª Pareja Eliminada         | 4.ª Pareja Eliminada         | 4.ª Pareja Eliminada         | 4.ª Pareja Eliminada         | 4.ª Pareja Eliminada         | 4.ª Pareja Eliminada         | 4.ª Pareja Eliminada         | 4.ª Pareja Eliminada         | 4.ª Pareja Eliminada         | 4.ª Pareja Eliminada         | 4.ª Pareja Eliminada         | 4.ª Pareja Eliminada         | 4.ª Pareja Eliminada         |                              |                              |                              |                              |                              |                              |                              |                              |                              |                              |                              |                              |                              |                              |                       |           |           |
| Lisandra         | 19         | S             | 15                   | 3.ª Pareja Eliminada | 3.ª Pareja Eliminada | 3.ª Pareja Eliminada | 3.ª Pareja Eliminada | 3.ª Pareja Eliminada       | 3.ª Pareja Eliminada       | 3.ª Pareja Eliminada       | 3.ª Pareja Eliminada       | 3.ª Pareja Eliminada       | 3.ª Pareja Eliminada       | 3.ª Pareja Eliminada       | 3.ª Pareja Eliminada       | 3.ª Pareja Eliminada       | 3.ª Pareja Eliminada       | 3.ª Pareja Eliminada       | 3.ª Pareja Eliminada         | 3.ª Pareja Eliminada         | 3.ª Pareja Eliminada         | 3.ª Pareja Eliminada         | 3.ª Pareja Eliminada         | 3.ª Pareja Eliminada         | 3.ª Pareja Eliminada         | 3.ª Pareja Eliminada         | 3.ª Pareja Eliminada         | 3.ª Pareja Eliminada         |                              |                              |                              |                              |                              |                              |                              |                              |                              |                              |                              |                              |                              |                              |                              |                              |                              |                              |                              |                              |                              |                              |                              |                              |                              |                              |                              |                              |                              |                              |                              |                              |                              |                              |                              |                              |                              |                              |                              |                              |                              |                              |                              |                              |                       |           |           |
| Rocío            | 15         | 13            | 2.ª Pareja Eliminada | 2.ª Pareja Eliminada | 2.ª Pareja Eliminada | 2.ª Pareja Eliminada | 2.ª Pareja Eliminada | 2.ª Pareja Eliminada       | 2.ª Pareja Eliminada       | 2.ª Pareja Eliminada       | 2.ª Pareja Eliminada       | 2.ª Pareja Eliminada       | 2.ª Pareja Eliminada       | 2.ª Pareja Eliminada       | 2.ª Pareja Eliminada       | 2.ª Pareja Eliminada       | 2.ª Pareja Eliminada       | 2.ª Pareja Eliminada       | 2.ª Pareja Eliminada         | 2.ª Pareja Eliminada         | 2.ª Pareja Eliminada         | 2.ª Pareja Eliminada         | 2.ª Pareja Eliminada         | 2.ª Pareja Eliminada         | 2.ª Pareja Eliminada         | 2.ª Pareja Eliminada         | 2.ª Pareja Eliminada         | 2.ª Pareja Eliminada         | 2.ª Pareja Eliminada         | 2.ª Pareja Eliminada         | 2.ª Pareja Eliminada         | 2.ª Pareja Eliminada         | 2.ª Pareja Eliminada         | 2.ª Pareja Eliminada         | 2.ª Pareja Eliminada         | 2.ª Pareja Eliminada         | 2.ª Pareja Eliminada         | 2.ª Pareja Eliminada         | 2.ª Pareja Eliminada         | 2.ª Pareja Eliminada         | 2.ª Pareja Eliminada         | 2.ª Pareja Eliminada         | 2.ª Pareja Eliminada         | 2.ª Pareja Eliminada         | 2.ª Pareja Eliminada         | 2.ª Pareja Eliminada         | 2.ª Pareja Eliminada         | 2.ª Pareja Eliminada         | 2.ª Pareja Eliminada         | 2.ª Pareja Eliminada         | 2.ª Pareja Eliminada         | 2.ª Pareja Eliminada         | 2.ª Pareja Eliminada         | 2.ª Pareja Eliminada         | 2.ª Pareja Eliminada         | 2.ª Pareja Eliminada         |                              |                              |                              |                              |                              |                              |                              |                              |                              |                              |                              |                              |                              |                              |                              |                              |                       |           |           |
| Paz              | A          | 1.er Abandono | 1.er Abandono        | 1.er Abandono        | 1.er Abandono        | 1.er Abandono        | 1.er Abandono        | 1.er Abandono              | 1.er Abandono              | 1.er Abandono              | 1.er Abandono              | 1.er Abandono              | 1.er Abandono              | 1.er Abandono              | 1.er Abandono              | 1.er Abandono              | 1.er Abandono              | 1.er Abandono              | 1.er Abandono                | 1.er Abandono                | 1.er Abandono                | 1.er Abandono                | 1.er Abandono                | 1.er Abandono                | 1.er Abandono                | 1.er Abandono                | 1.er Abandono                | 1.er Abandono                | 1.er Abandono                | 1.er Abandono                | 1.er Abandono                | 1.er Abandono                | 1.er Abandono                | 1.er Abandono                | 1.er Abandono                | 1.er Abandono                | 1.er Abandono                | 1.er Abandono                | 1.er Abandono                | 1.er Abandono                | 1.er Abandono                | 1.er Abandono                | 1.er Abandono                | 1.er Abandono                | 1.er Abandono                | 1.er Abandono                | 1.er Abandono                | 1.er Abandono                | 1.er Abandono                | 1.er Abandono                | 1.er Abandono                | 1.er Abandono                | 1.er Abandono                |                              |                              |                              |                              |                              |                              |                              |                              |                              |                              |                              |                              |                              |                              |                              |                              |                              |                              |                              |                       |           |           |

- A: Participante que no realiza su coreografía.
- El concursante obtiene el mayor puntaje de la ronda.
- El concursante perdió el duelo, fue sentenciado y, posteriormente, obtuvo el puntaje más alto de la jornada de eliminación.
- El concursante perdió el duelo, fue sentenciado y, posteriormente, salvado por el jurado antes del duelo de eliminación.
- El concursante perdió el duelo, fue sentenciado y, posteriormente, salvado en última instancia en el duelo de eliminación.
- El concursante perdió el duelo, fue sentenciado y, posteriormente, eliminado.
- El concursante abandona la competencia.
- El concursante no realiza su coreografía debido a una lesión o problemas de salud.
- El concursante está exento de realizar su coreografía.
- El concursante ingresa a la competencia tras ganar el repechaje.
- El concursante en sentenciado y salvado por la producción.

## Ediciones
| Edición                          | Año  | Ganador(a)                      | Segundo lugar                    | Tercer lugar                    | Cuarto lugar                        |
| -------------------------------- | ---- | ------------------------------- | -------------------------------- | ------------------------------- | ----------------------------------- |
| Aquí se baila: Primera temporada | 2022 | Enrique Faúndez Melissa Briones | Jazmín Torres Felipe Basáez      | Rodrigo Díaz Janisse Díaz       | Christian Ocaranza Francisco Chávez |
| Aquí se baila: Segunda temporada | 2022 | Francisco Solar Xiomara Herrera | María José Campos Emilio Rubilar | Thati Lira Julio Allendes       | Camila Andrade Bastián Retamal      |
| Aquí se baila: Tercera temporada | 2023 | Fernanda Garcés Rodrigo Canobra | Francini Amaral David Sáez       | Enrique Faúndez Melissa Briones | Emmanuel Torres Francisca Pemara    |